# Arte
Arte (do latim: ars; lit. "técnica", "habilidade", "conhecimento" ou "maneira de fazer") é uma gama diversificada de atividades humanas e seu produto resultante, que envolve talento criativo ou imaginativo, geralmente expresso em proficiência técnica, beleza, poder emocional ou ideias conceituais. É o processo ou produto de organizar deliberadamente elementos de forma a apelar aos sentidos e às emoções. Abrange uma vasta gama de atividades humanas, criações e formas de expressão, desde campos como música, fotografia, literatura, dança, cinema, escultura e pintura. O significado da arte é explorado dentro da estética, um ramo da filosofia. Acredita-se que para os primeiros seres humanos a arte tinha uma função ritualista, mágica, religiosa; Esta função, contudo, evoluiu, adquirindo uma componente estética e uma função social, pedagógica, mercantil ou simplesmente ornamental.

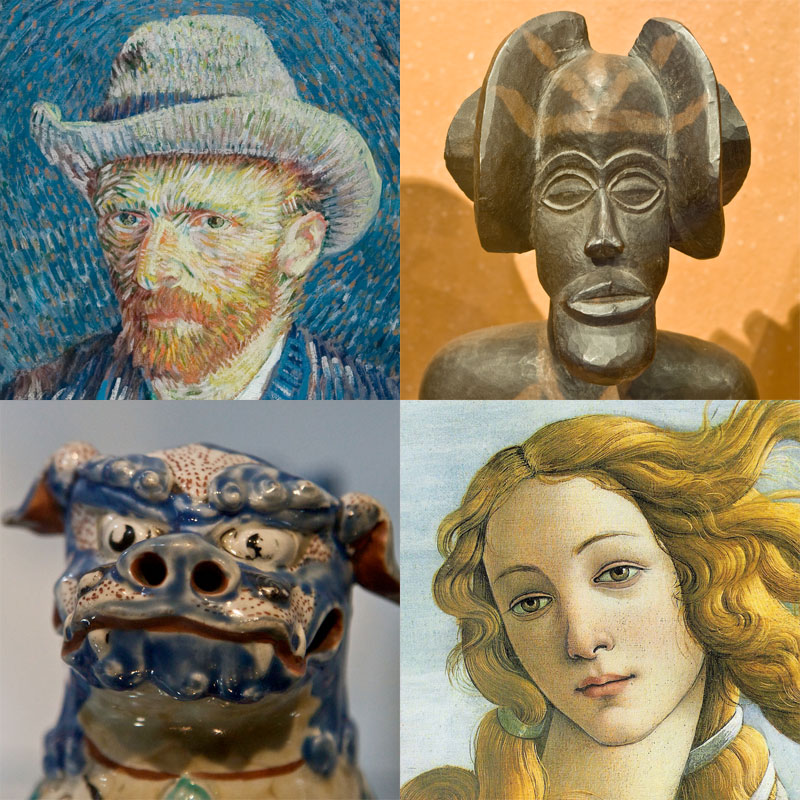
No sentido horário, a partir do canto superior esquerdo: um autorretrato de 1887 de Vincent van Gogh; uma figura ancestral feminina de um artista chócue; detalhe de O Nascimento de Vênus (c. 1484) de Sandro Botticelli; e um leão shisa de Okinawa

Não existe uma definição geralmente aceita sobre o que constitui arte e a interpretação do conceito tem variado muito ao longo da história e entre culturas. Na tradição ocidental, os três ramos clássicos das artes visuais são a pintura, a escultura e a arquitetura. O teatro, a dança e outras artes performativas, bem como a literatura, a música, o cinema e outros meios de comunicação, como os meios interativos, estão incluídos numa definição mais ampla na numeração das artes.
Até o século XVII, arte referia-se a qualquer habilidade ou domínio e não se diferenciava dos ofícios ou das ciências. No uso moderno após o século XVII, onde as considerações estéticas são primordiais, as artes plásticas são separadas e distinguidas das competências adquiridas em geral, como as artes decorativas ou aplicadas. Tradicionalmente, o conceito de arte era utilizado para se referir a qualquer habilidade ou maestria. Esta concepção alterou-se durante o período romântico, quando a arte passou a ser vista como "uma faculdade especial da mente humana a ser classificada juntamente com a religião e a ciência".
A natureza da arte e conceitos relacionados, como criatividade e interpretação, são explorados num ramo da filosofia conhecido como estética. A arte é estudada em diversas disciplinas. A arte, entendida como manifestação da atividade humana, é suscetível de ser estudada e analisada a partir de uma perspetiva filosófica — por exemplo, como o raciocínio do ser humano interpreta os estímulos sensoriais que recebe —, psicológica — os diversos processos mentais e culturais que se encontram na sua génese —, ou sociológica — a arte como produto da sociedade humana e em analise dos diversos componentes sociais. A mais difundida, contudo, é a perspectiva histórica que é estudada a partir da crítica de arte e da história da arte.
A natureza da arte foi descrita por Richard Wollheim como "um dos problemas tradicionais mais difíceis da cultura humana". Foi definida como um veículo para a expressão ou comunicação de emoções e ideias, um meio de explorar elementos formais e como a mimese ou representação. Liev Tolstoy identificou a arte como o uso de meios indiretos para uma pessoa comunicar com outra. Benedetto Croce e Robin George Collingwood defendem a visão idealista de que a arte expressa emoções e que a obra de arte existe essencialmente na mente do criador. A teoria da arte como forma tem as suas raízes na filosofia de Immanuel Kant e foi desenvolvida durante o século XX por Roger Eliot Fry e Clive Bell. A arte como mimese ou representação tem profundas raízes na filosofia de Aristóteles. Mais recentemente, pensadores influenciados por Martin Heidegger interpretaram a arte como o meio pelo qual uma comunidade desenvolve para si um meio de expressão e interpretação.

## Visão geral
Na perspectiva da história da arte, as obras artísticas existem há quase tanto tempo quanto a humanidade: desde a arte pré-histórica até a arte contemporânea; no entanto, alguns teóricos pensam que o conceito típico de “obras artísticas” não se enquadra bem fora das sociedades ocidentais modernas. Um dos primeiros sentidos da definição de arte está intimamente relacionado ao antigo significado latino, que se traduz aproximadamente como "habilidade" ou "ofício", associado a palavras como "artesão".

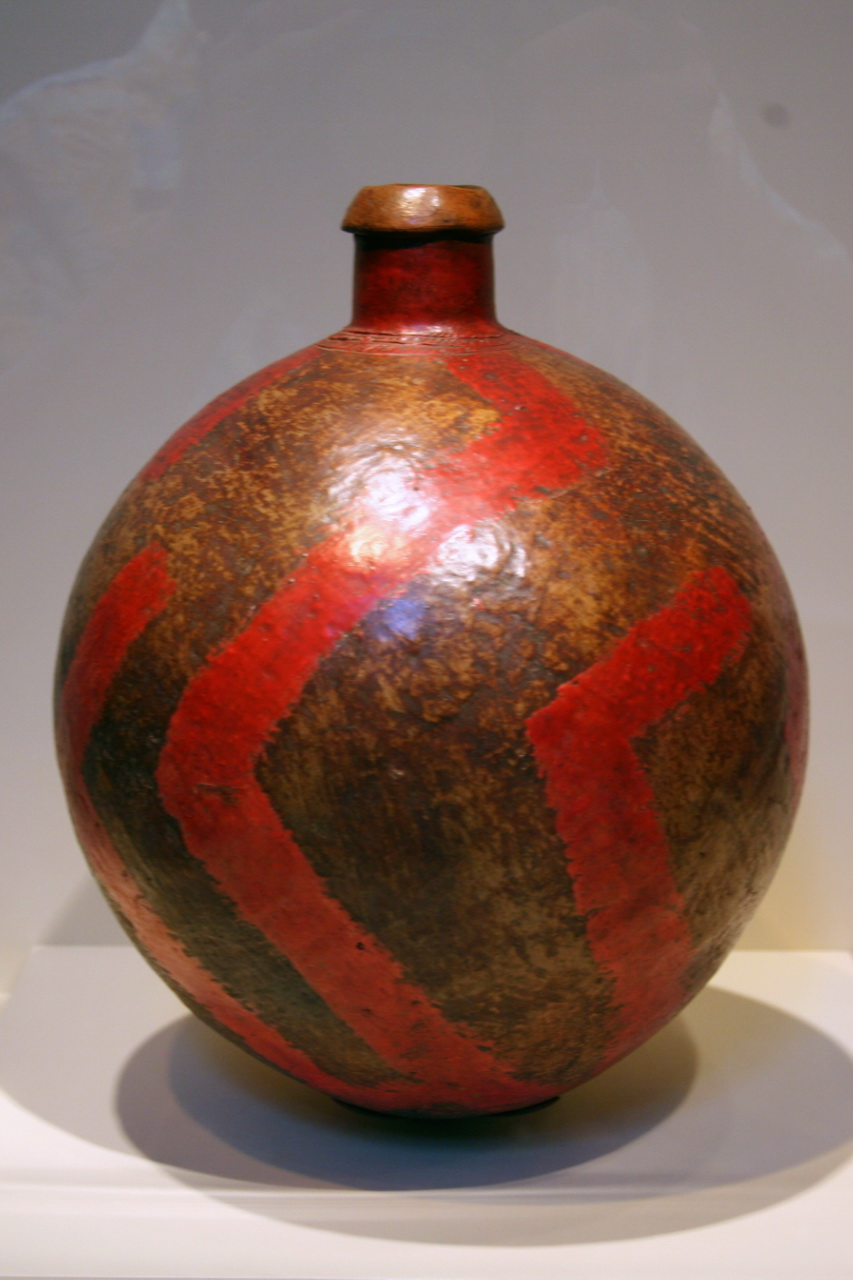
Garrafa do século XX, povos Twa, Ruanda. As obras artísticas podem cumprir funções práticas, além do seu valor decorativo.

Com o passar do tempo, filósofos como Platão, Aristóteles, Sócrates e Immanuel Kant, entre outros, questionaram o significado do conceito de arte. Vários diálogos em Platão abordam questões sobre arte, enquanto Sócrates diz que a poesia é inspirada nas musas e não é racional. Ele fala disto com aprovação e de outras formas de loucura divina (embriaguez, erotismo e sonhos) na obra Fedro (265a-c), enquanto na obra A República quer proibir a grande arte poética de Homero e também o riso. Em Íon, Sócrates não dá nenhum indício da desaprovação de Homero que expressa na República. O diálogo Íon sugere que a Ilíada de Homero funcionou no mundo grego antigo como a Bíblia funciona hoje no mundo cristão moderno: como uma arte literária divinamente inspirada que pode fornecer orientação moral, desde que possa ser interpretada adequadamente.
No que diz respeito à arte literária e às artes musicais, Aristóteles considerava a poesia épica, a tragédia, a comédia, a poesia ditirâmbica e a música como arte mimética ou imitativa, cada uma variando em imitação por meio, objeto e maneira. Por exemplo, a música imita com os meios de ritmo e harmonia, a dança imita apenas com o ritmo, enquanto a poesia imita com a linguagem. As formas também diferem no objeto de imitação. A comédia, por exemplo, é uma imitação dramática de homens piores que a média; enquanto a tragédia imita os homens um pouco melhor que a média. Por último, as formas diferem na sua forma de imitação – através da narrativa ou personagem, através da mudança ou não mudança, e através do drama ou não. Aristóteles acreditava que a imitação é natural para a humanidade e constitui uma das vantagens da humanidade sobre os outros animais.
O sentido mais recente e específico da palavra arte como abreviatura de arte criativa ou belas artes surgiu no início do século XVII. Belas artes se referem a uma habilidade usada para expressar a criatividade do artista, ou para envolver as sensibilidades estéticas do público, ou para atrair o público para a consideração de obras de arte mais refinadas ou mais requintadas. Neste último sentido, a palavra arte pode referir-se a várias coisas: (i) um estudo de uma habilidade criativa, (ii) um processo de utilização da habilidade criativa, (iii) um produto da habilidade criativa, ou (iv) o experiência do público com a habilidade criativa. As artes criativas (arte como disciplina) são um conjunto de disciplinas que produzem obras de arte (arte como objetos) que são compelidas por um impulso pessoal (arte como atividade) e transmitem uma mensagem, humor ou simbolismo para quem o percebe interpretar (arte como experiência). Arte é algo que estimula os pensamentos, emoções, crenças ou ideias de um indivíduo por meio dos sentidos. As obras de arte podem ser feitas explicitamente para esse fim ou interpretadas com base em imagens ou objetos. Para alguns estudiosos, como Kant, as ciências e as artes poderiam ser distinguidas tomando a ciência como representando o domínio do conhecimento e as artes como representando o domínio da liberdade de expressão artística.

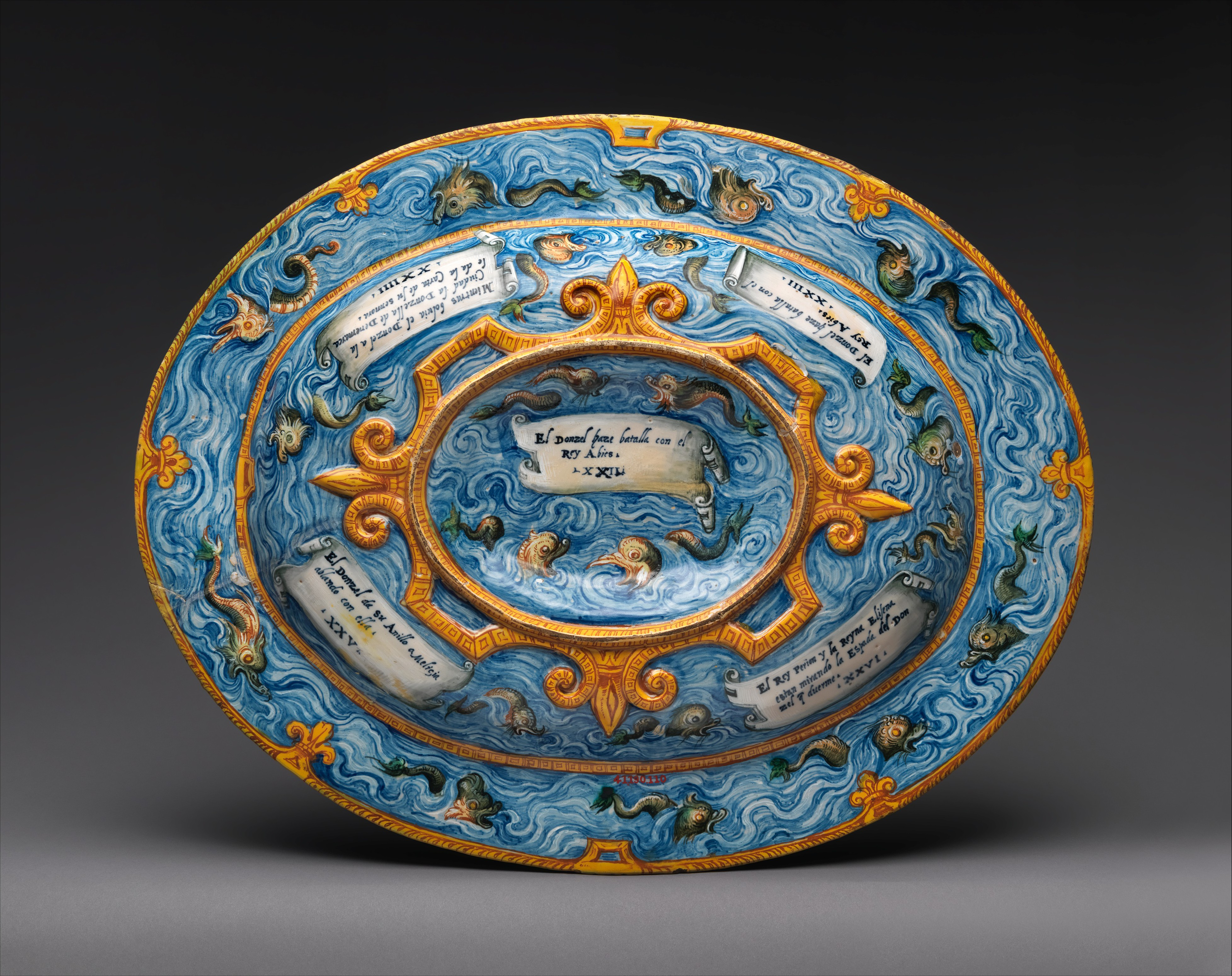
Parte traseira de uma bacia ou prato oval renascentista, no Metropolitan Museum of Art

Frequentemente, se a habilidade estiver sendo usada de maneira comum ou prática, as pessoas a considerarão um ofício em vez de uma arte. Da mesma forma, se a habilidade estiver sendo usada de forma comercial ou industrial, pode ser considerada arte comercial em vez de arte. Por outro lado, o artesanato e o design são por vezes considerados arte aplicada. Alguns estudiosos da arte argumentam que a diferença entre belas-artes e artes aplicadas tem mais a ver com julgamentos de valor feitos sobre a arte do que com qualquer diferença clara de definição. No entanto, mesmo as belas-artes muitas vezes têm objetivos além da pura criatividade e autoexpressão. O objetivo das obras de arte pode ser comunicar ideias, como na arte com motivação política, espiritual ou filosófica; criar um senso de beleza (ver estética); explorar a natureza da percepção; por prazer; ou para gerar emoções fortes. O propósito também pode ser aparentemente inexistente.
A natureza da arte foi descrita pelo filósofo Richard Wollheim como "um dos mais elusivos problemas tradicionais da cultura humana". A arte foi definida como um veículo de expressão ou comunicação de emoções e ideias, um meio de explorar e apreciar elementos formais por si só e como mimese ou representação. A arte como mimese tem raízes profundas na filosofia de Aristóteles. Leo Tolstoy identificou a arte como o uso de meios indiretos de comunicação de uma pessoa para outra. Benedetto Croce e R. G. Collingwood avançaram a visão idealista de que a arte expressa emoções e que a obra de arte, portanto, existe essencialmente na mente do criador. A teoria da arte como forma tem raízes na filosofia de Kant e foi desenvolvida no início do século XX por Roger Fry e Clive Bell. Mais recentemente, pensadores influenciados por Martin Heidegger interpretaram a arte como o meio pelo qual uma comunidade desenvolve para si um meio de autoexpressão e interpretação. O filósofo americano George Dickie ofereceu uma teoria institucional da arte que define uma obra de arte como qualquer artefato ao qual uma pessoa ou pessoas qualificadas agindo em nome da instituição social comumente referida como “o mundo da arte” conferiu “o status de candidato à apreciação”". Larry Shiner descreveu as belas-artes como "não uma essência ou um destino, mas algo que fizemos. A arte, como geralmente a entendemos, é uma invenção europeia com apenas duzentos anos".
A arte pode ser caracterizada em termos de mimese (sua representação da realidade), narrativa (narrativa), expressão, comunicação de emoção ou outras qualidades. Durante o período romântico, a arte passou a ser vista como “uma faculdade especial da mente humana a ser classificada com a religião e a ciência”.

## História

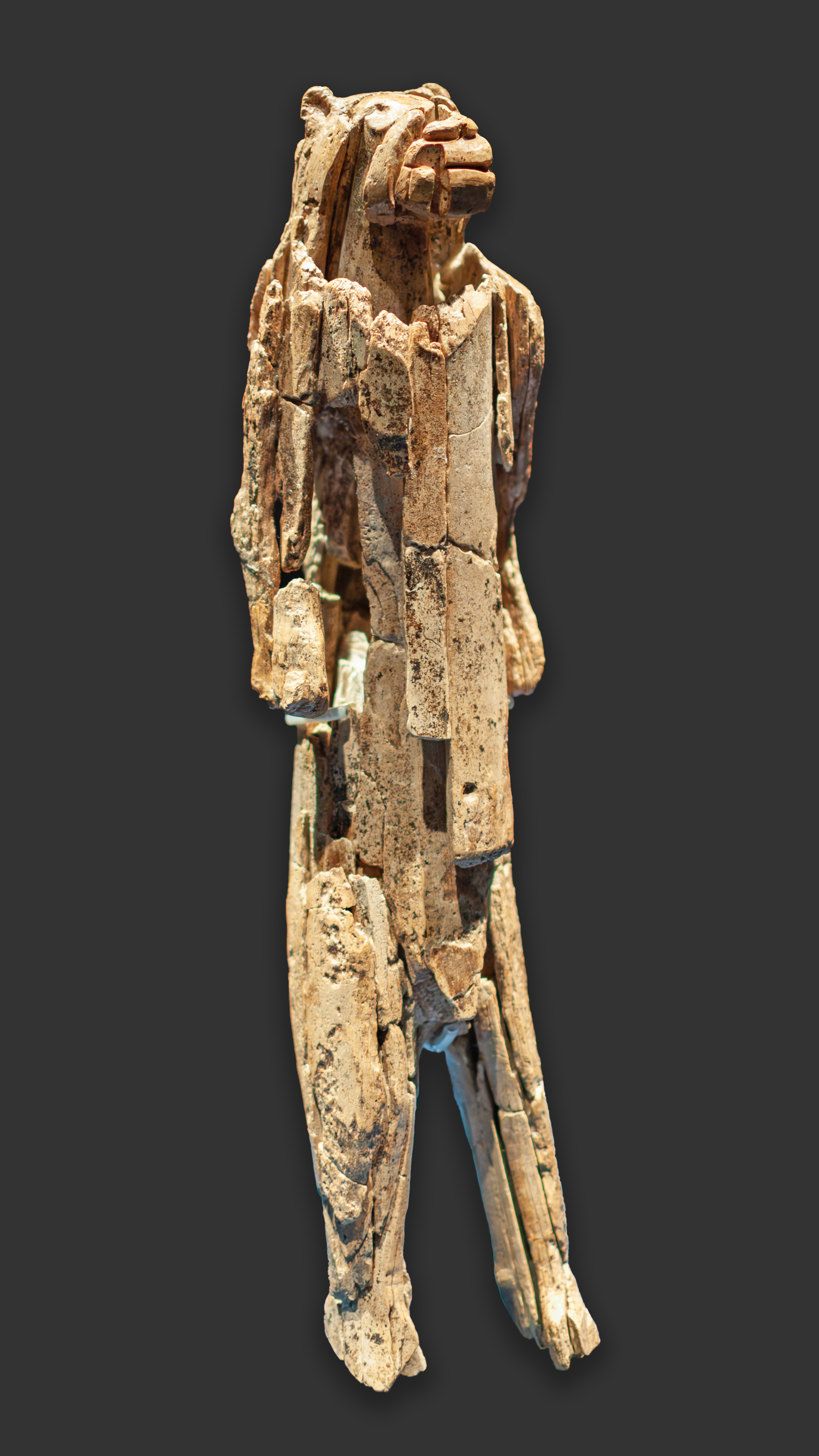
O Homem-leão, datado entre 35 mil e 41 mil anos atrás e encontrado na Alemanha, é um dos mais antigos exemplos conhecidos de representação artística e a estátua confirmada mais antiga já descoberta.

Uma concha gravada pelo Homo erectus foi determinada como tendo entre 430 mil e 540 mil anos de idade. Um conjunto de oito garras de águia de cauda branca com 130 mil anos de idade apresenta marcas de corte e abrasão que indicam manipulação por neandertais, possivelmente para usá-las como joias. Uma série de minúsculas conchas de caracóis perfuradas com cerca de 75 mil anos de idade foram descobertas numa caverna sul-africana. Foram encontrados recipientes que podem ter sido usados para armazenar tintas que datam de 100 mil anos. A obra de arte mais antiga encontrada na Europa é o Riesenhirschknochen der Einhornhöhle, que remonta a 51 mil anos e foi feito pelos neandertais.
Esculturas, pinturas rupestres e petróglifos do Paleolítico Superior datados de cerca de 40 mil anos atrás foram encontradas, mas o significado preciso de tal arte é frequentemente contestado porque muito pouco se sabe sobre as culturas que as produziram.
As primeiras esculturas indiscutíveis e peças de arte semelhantes, como a Vênus de Hohle Fels, são os vários objetos encontrados nas Cavernas e na Arte Glacial no Jura nos Alpes Suávios, no sul da Alemanha, Patrimônio Mundial da UNESCO, onde foram encontradas as mais antigas obras de arte humana móveis já descobertas, na forma de estatuetas esculpidas de animais e humanóides, além dos instrumentos musicais mais antigos desenterrados até então, sendo os artefatos datados entre 43.000 e 35.000 a.C., sendo assim o primeiro centro de arte humana.

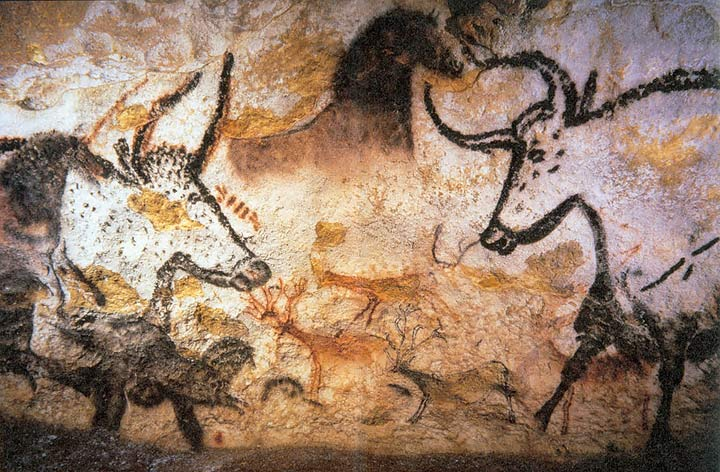
Pinturas rupestres, Lascaux, França, c. 17.000 a.C.

Muitas grandes tradições na arte têm base na arte de uma das grandes civilizações antigas: Antigo Egito, Mesopotâmia, Pérsia, Índia, China, Grécia Antiga, Roma Antiga, bem como Inca, Maia e Olmeca. Cada um desses centros da civilização primitiva desenvolveu um estilo único e característico em sua arte. Devido ao tamanho e à duração destas civilizações, muitas das suas obras de arte sobreviveram e sua influência foi transmitida a outras culturas e a épocas posteriores. Alguns também forneceram os primeiros registros de como os artistas antigos trabalhavam. Por exemplo, este período da arte grega viu uma veneração da forma física humana e o desenvolvimento de habilidades equivalentes para mostrar musculatura, equilíbrio, beleza e proporções anatomicamente corretas.
Na arte bizantina e medieval da Idade Média Ocidental grande parte da arte concentrava-se na expressão de temas sobre a cultura bíblica e religiosa e usava estilos que mostravam a maior glória de um mundo celestial como o uso de ouro no fundo das pinturas ou vidros em mosaicos ou janelas, que também apresentavam figuras em formas idealizadas e padronizadas (planas). No entanto, uma tradição realista clássica persistiu em pequenas obras bizantinas e o realismo cresceu continuamente na arte da Europa católica.
A arte renascentista deu uma ênfase muito maior à representação realista do mundo material e ao lugar dos humanos nele, refletido na corporalidade do corpo humano, e ao desenvolvimento de um método sistemático de perspectiva gráfica para representar a recessão em um formato tridimensional. espaço de imagem.

A assinatura estilizada do Sultão Mamude II do Império Otomano escrita em caligrafia islâmica. Lê-se "Mamude Khan, filho de Abdulamide, é para sempre vitorioso".

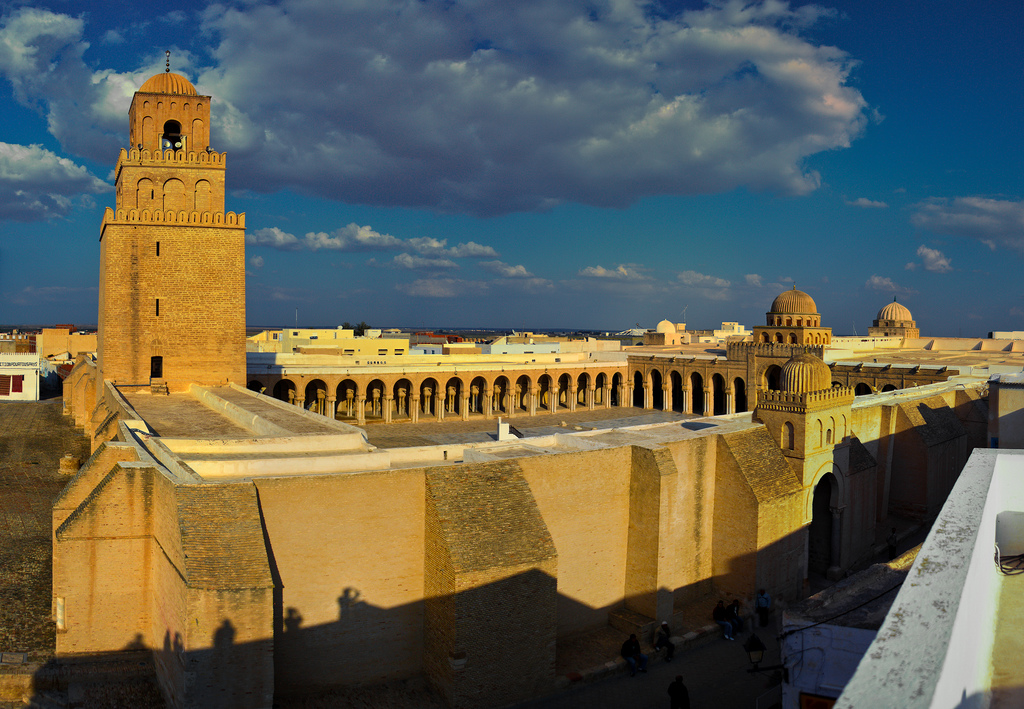
A Grande Mesquita de Kairouan, na Tunísia, também chamada de Mesquita de Uqba, é um dos melhores, mais significativos e mais bem preservados exemplos artísticos e arquitetônicos das primeiras grandes mesquitas. Datado no seu estado atual do século IX, é o ancestral e modelo de todas as mesquitas nas terras islâmicas ocidentais.

No Oriente, a rejeição da iconografia pela arte islâmica levou à ênfase em padrões geométricos, caligrafia e arquitetura. Mais a leste, a religião também dominava os estilos e formas artísticas. A Índia e o Tibete deram ênfase às esculturas pintadas e à dança, enquanto a pintura religiosa emprestou muitas convenções da escultura e tendeu a cores brilhantes e contrastantes com ênfase nos contornos. A China viu o florescimento de muitas formas de arte: escultura em jade, bronze, cerâmica (incluindo o impressionante exército de terracota do imperador Qin), poesia, caligrafia, música, pintura, drama, ficção, etc. Os estilos chineses variam muito de época para época e cada um é tradicionalmente nomeado em relação à dinastia governante no período. Assim, por exemplo, as pinturas da dinastia Tang são monocromáticas e esparsas, enfatizando paisagens idealizadas, enquanto as pinturas da dinastia Ming são ocupadas e coloridas e concentram-se em contar histórias através do cenário e da composição. O Japão também nomeia seus estilos em homenagem às dinastias imperiais e também viu muita interação entre os estilos de caligrafia e pintura. A impressão em xilogravura tornou-se importante no território japonês após o século XVII.

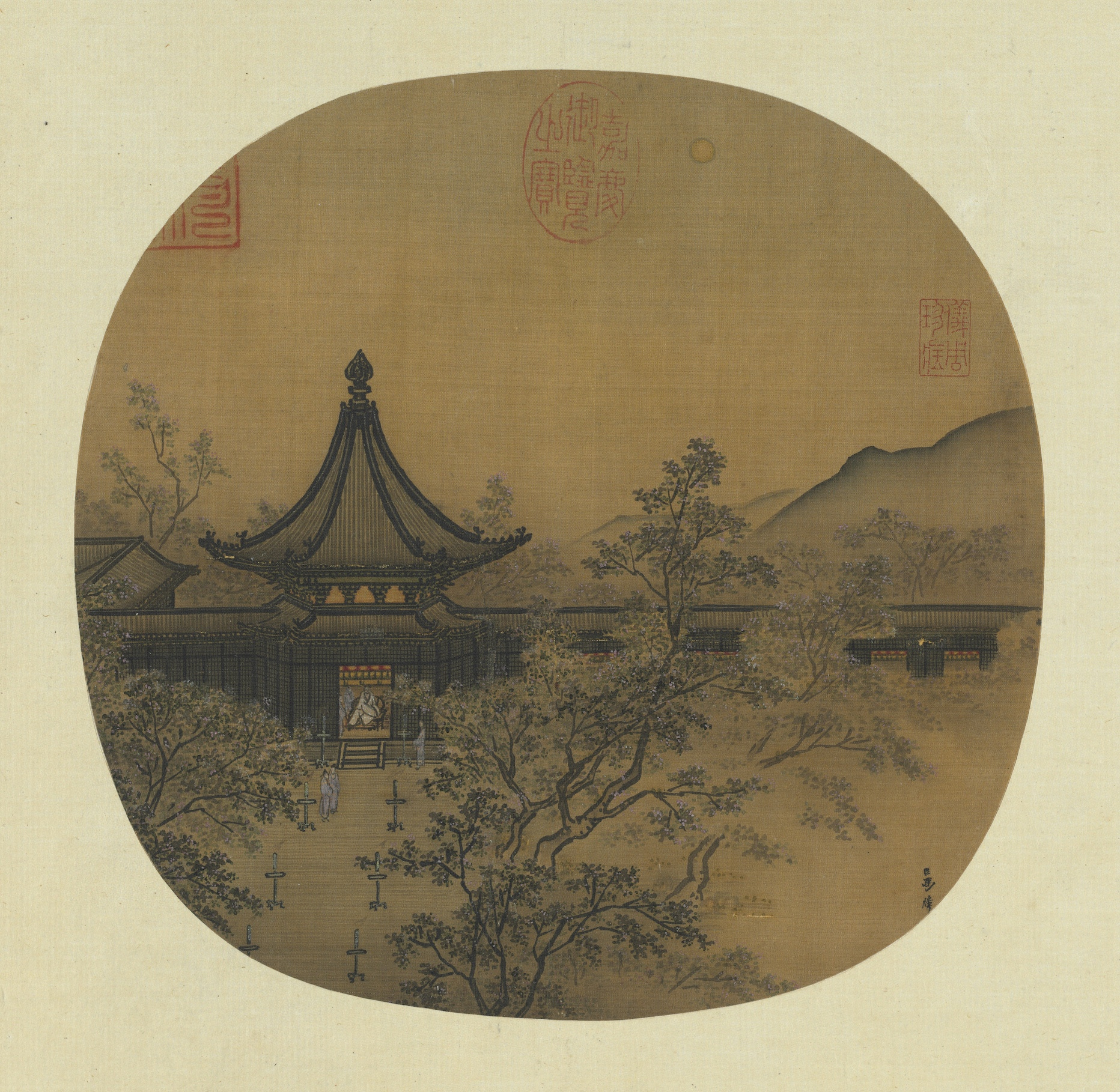
Pintura chinesa do artista da dinastia Song Ma Lin, c. 1250. 24,8 × 25,2 cm

A Era do Iluminismo no mundo ocidental no século XVIII viu representações artísticas de certezas físicas e racionais do universo mecânico, bem como visões politicamente revolucionárias de um mundo pós-monarquista, como a representação de Newton por Blake como um geômetra divino, ou as pinturas propagandísticas de David. Isto levou a rejeições românticas disto em favor de imagens do lado emocional e da individualidade dos humanos, exemplificadas nos romances de Goethe. O final do século XIX viu então uma série de movimentos artísticos, como o academicismo, o simbolismo, o impressionismo e o fauvismo entre outros.
A história da arte do século XX é uma narrativa de possibilidades infinitas e de busca de novos padrões, cada um sendo derrubado sucessivamente pelo próximo. Assim, os parâmetros do impressionismo, expressionismo, fauvismo, cubismo, dadaísmo, surrealismo, etc, não podem ser mantidos muito além do tempo de sua invenção. A crescente interação global durante este período viu uma influência equivalente de outras culturas na arte ocidental. Assim, as xilogravuras japonesas (elas próprias influenciadas pelo desenho da Renascença ocidental) tiveram uma influência imensa no impressionismo e no desenvolvimento subsequente. Mais tarde, as esculturas africanas foram retomadas por Picasso e, em certa medida, por Matisse. Da mesma forma, nos séculos XIX e XX, o Ocidente teve enormes impactos na arte oriental, com ideias originalmente ocidentais como o comunismo e o pós-modernismo exercendo uma influência poderosa.
O modernismo, a busca idealista da verdade, deu lugar, na segunda metade do século XX, à constatação da sua inatingibilidade. Theodor W. Adorno disse em 1970: "Agora é dado como certo que nada que diz respeito à arte pode mais ser dado como certo: nem a arte em si, nem a arte em relação ao todo, nem mesmo o direito da arte de existir." O relativismo foi aceito como uma verdade inevitável, o que levou ao período da arte contemporânea e da crítica pós-moderna, onde as culturas do mundo e da história são vistas como formas mutáveis, que podem ser apreciadas e extraídas apenas com ceticismo e ironia. Além disso, a separação de culturas é cada vez mais tênue e alguns argumentam que é agora mais apropriado pensar em termos de uma cultura global, em vez de regional.
A obra A Origem da Obra de Arte, de Martin Heidegger, filósofo e pensador seminal alemão, descreve a essência da arte em termos dos conceitos de ser e verdade. Ele argumenta que a arte não é apenas uma forma de expressar o elemento de verdade em uma cultura, mas o meio de criá-lo e fornecer um trampolim a partir do qual “aquilo que é” pode ser revelado. As obras de arte não são meramente representações da forma como as coisas são, mas, na verdade, produzem uma compreensão partilhada por uma comunidade. Cada vez que uma nova obra de arte é adicionada a qualquer cultura, o significado do que significa existir é inerentemente alterado. Historicamente, a arte e as competências e ideias artísticas têm sido frequentemente difundidas através do comércio. Um exemplo disso é a Rota da Seda, onde as influências helenísticas, iranianas, indianas e chinesas poderiam se misturar. A arte greco-budista é um dos exemplos mais vívidos dessa interação. O encontro de diferentes culturas e visões de mundo também influenciou a criação artística. Um exemplo disso é a metrópole portuária multicultural de Trieste, no início do século XX, onde James Joyce conheceu escritores da Europa Central e o desenvolvimento artístico da cidade de Nova Iorque como um caldeirão cultural.

## Formas, gêneros, mídias e estilos

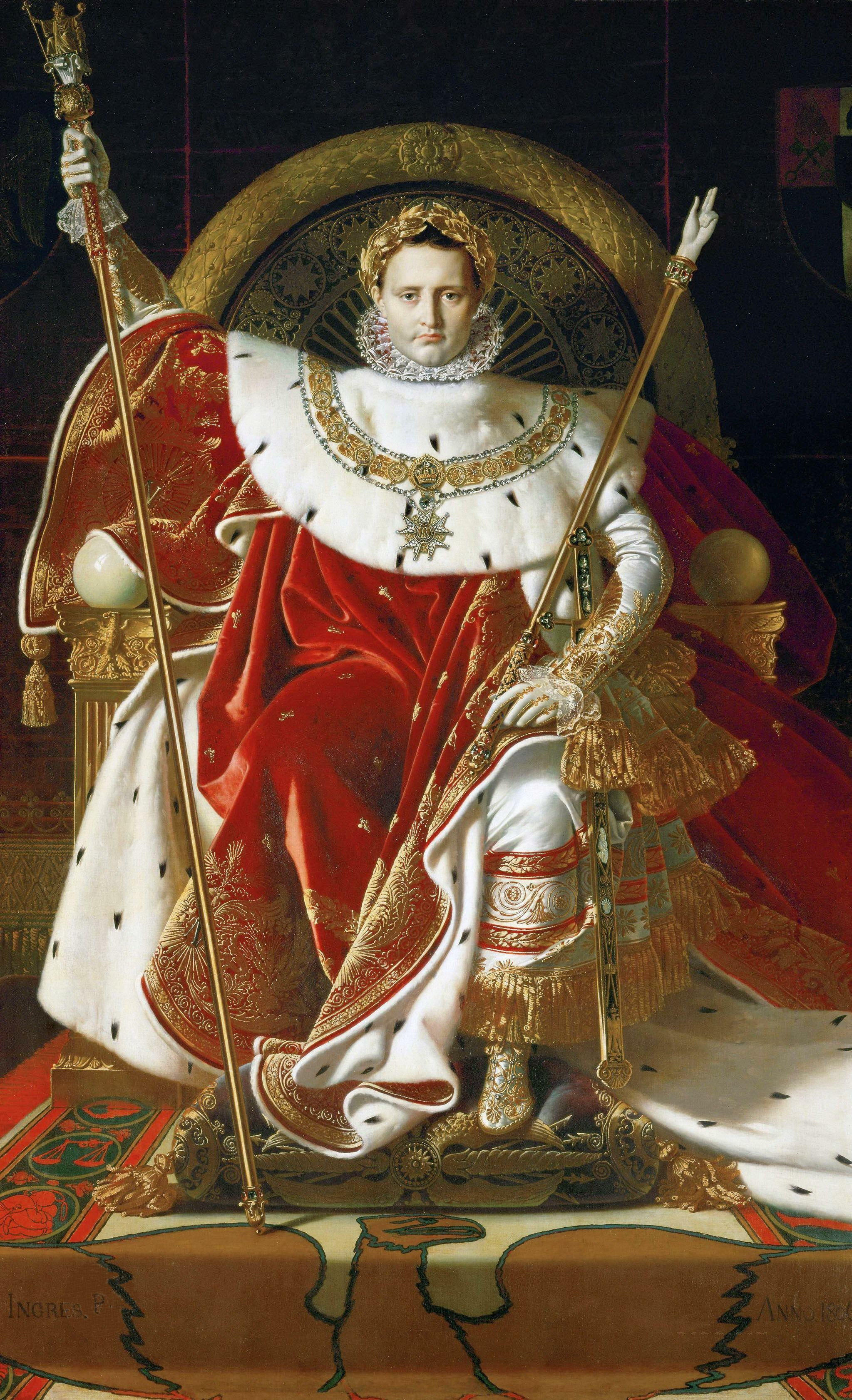
Napoleão I em seu trono imperial, de Ingres (francês, 1806), óleo sobre tela

As artes criativas são frequentemente divididas em categorias mais específicas, normalmente ao longo de categorias perceptualmente distinguíveis, como mídia, gênero, estilos e forma. A forma de arte refere-se aos elementos artísticos que são independentes de sua interpretação ou significado. Abrange os métodos adotados pelo artista e a composição física da obra de arte, principalmente aspectos não semânticos da obra, como cor, contorno, dimensão, meio, melodia, espaço, textura e valor. A forma também pode incluir princípios de design, como arranjo, equilíbrio, contraste, ênfase, harmonia, proporção, proximidade e ritmo.
Em geral, existem três escolas de filosofia em relação à arte, com foco respectivamente na forma, no conteúdo e no contexto. O formalismo extremo é a visão de que todas as propriedades estéticas da arte são formais (ou seja, parte da forma de arte). Os filósofos rejeitam quase universalmente esta visão e sustentam que as propriedades e a estética da arte vão além dos materiais, das técnicas e da forma. Infelizmente, há pouco consenso sobre a terminologia para essas propriedades informais. Alguns autores referem-se ao assunto e ao conteúdo — ou seja, denotações e conotações — enquanto outros preferem termos como significado e importância.
O intencionalismo extremo sustenta que a intenção do autor desempenha um papel decisivo no significado de uma obra de arte, transmitindo o conteúdo ou a ideia principal essencial, enquanto todas as outras interpretações podem ser descartadas. Ela define o assunto como as pessoas ou ideias representadas e o conteúdo como a experiência do artista com esse assunto. Por exemplo, a composição da pintura Napoleão I em seu Trono Imperial, de Jean-Auguste-Dominique Ingres, é parcialmente emprestada da Estátua de Zeus em Olímpia. Como evidenciado pelo título, o assunto é Napoleão, e o conteúdo é a representação de Napoleão por Ingres como "Imperador-Deus além do tempo e do espaço". Semelhante ao formalismo, os filósofos normalmente rejeitam o intencionalismo, porque a arte pode ter múltiplos significados ambíguos e a intenção autoral pode ser desconhecida e, portanto, irrelevante. A sua interpretação restritiva é “socialmente insalubre, filosoficamente irreal e politicamente insensata”.
Finalmente, a teoria em desenvolvimento do pós-estruturalismo estuda o significado da arte num contexto cultural, como as ideias, emoções e reações provocadas por uma obra. O contexto cultural muitas vezes se reduz às técnicas e intenções do artista, caso em que a análise segue linhas semelhantes ao formalismo e ao intencionalismo. Entretanto, em outros casos, condições históricas e materiais podem predominar, como convicções religiosas e filosóficas, estruturas sociopolíticas e econômicas, ou mesmo clima e geografia. A crítica de arte continua a crescer e a desenvolver-se juntamente com a arte.

### Habilidade e ofício

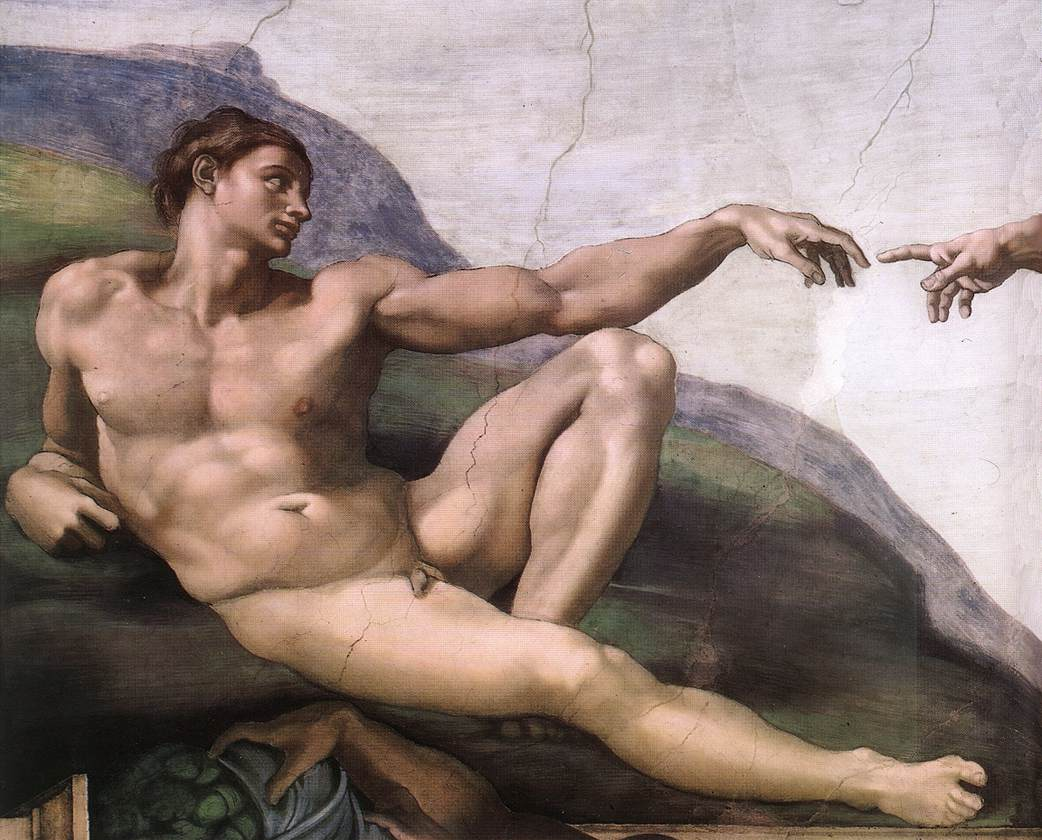
A Criação de Adão, detalhe do afresco de Michelangelo na Capela Sistina (1511)

A arte pode conotar um senso de habilidade treinada ou domínio de um meio, mas também pode se referir ao uso desenvolvido e eficiente de uma linguagem para transmitir significado com imediatismo ou profundidade. A arte pode ser definida como um ato de expressar sentimentos, pensamentos e observações.
Há um entendimento que é alcançado com o material como resultado do manuseio dele, o que facilita os processos de pensamento. Uma visão comum é que o epíteto arte, particularmente em seu sentido elevado, requer um certo nível de habilidade criativa por parte do artista, seja uma demonstração de habilidade técnica, uma originalidade na abordagem estilística ou uma combinação dos dois. Tradicionalmente, a habilidade de execução era vista como uma qualidade inseparável da arte e, portanto, necessária para seu sucesso; para Leonardo da Vinci, a arte, nem mais nem menos do que seus outros empreendimentos, era uma manifestação de habilidade. A obra de Rembrandt, atualmente elogiada por suas virtudes efêmeras, foi mais admirada por seus contemporâneos por seu virtuosismo. Na virada do século XX, as performances hábeis de John Singer Sargent eram alternadamente admiradas e vistas com ceticismo por sua fluência manual, mas quase ao mesmo tempo o artista que se tornaria o iconoclasta mais reconhecido e itinerante da época, Pablo Picasso, estava completando um treinamento acadêmico tradicional no qual se destacou.

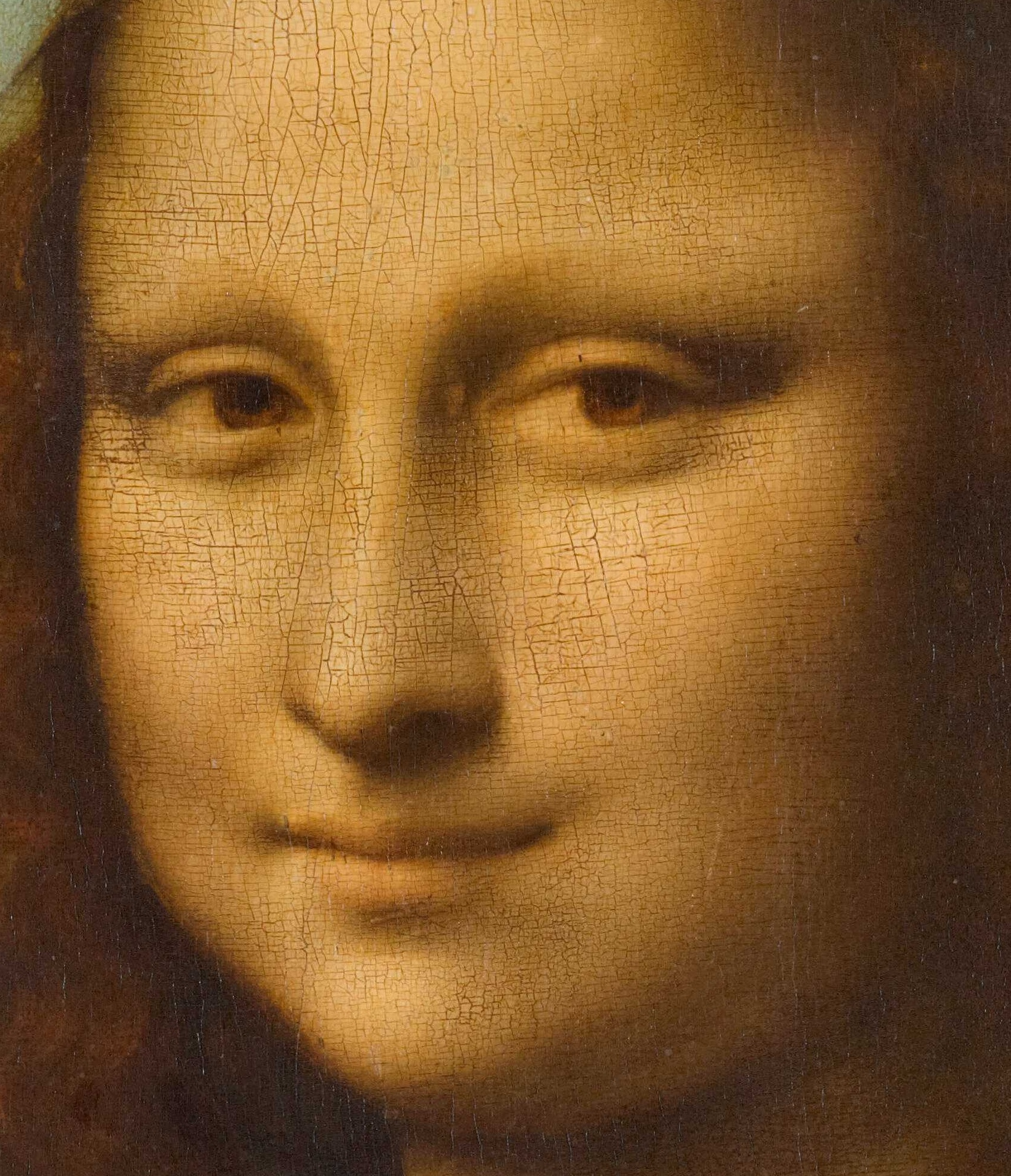
Detalhe da Mona Lisa de Leonardo da Vinci, c. 1503 –1506, mostrando a técnica de pintura do sfumato

Uma crítica contemporânea comum a algumas artes modernas ocorre no sentido de objetar à aparente falta de habilidade ou capacidade necessária na produção do objeto artístico. A arte conceitual Fonte, de Marcel Duchamp, está entre os primeiros exemplos de peças em que o artista utilizou objetos encontrados ("prontos") e não exerceu nenhum conjunto de habilidades tradicionalmente reconhecido. My Bed, de Tracey Emin, ou The Physical Impossibility of Death in the Mind of Someone Living, de Damien Hirst, seguem este exemplo. Emin dormiu (e se envolveu em outras atividades) em sua cama antes de colocar o resultado em uma galeria como obra de arte. Hirst surgiu com o design conceitual para a obra de arte, mas deixou a maior parte da criação eventual de muitas obras para artesãos empregados. A celebridade de Hirst é fundada inteiramente na sua capacidade de produzir conceitos chocantes. A produção real de muitas obras de arte conceituais e contemporâneas é uma questão de montagem de objetos encontrados. No entanto, há muitos artistas modernistas e contemporâneos que continuam a destacar-se nas competências de desenho e pintura e na criação de obras de arte manuais.

## Propósito

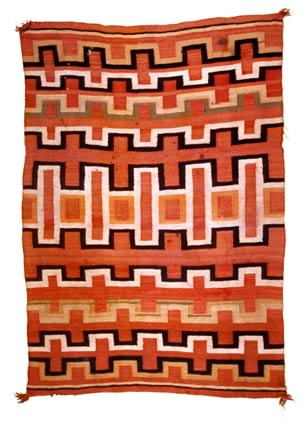
Um tapete Navajo feito c. 1880

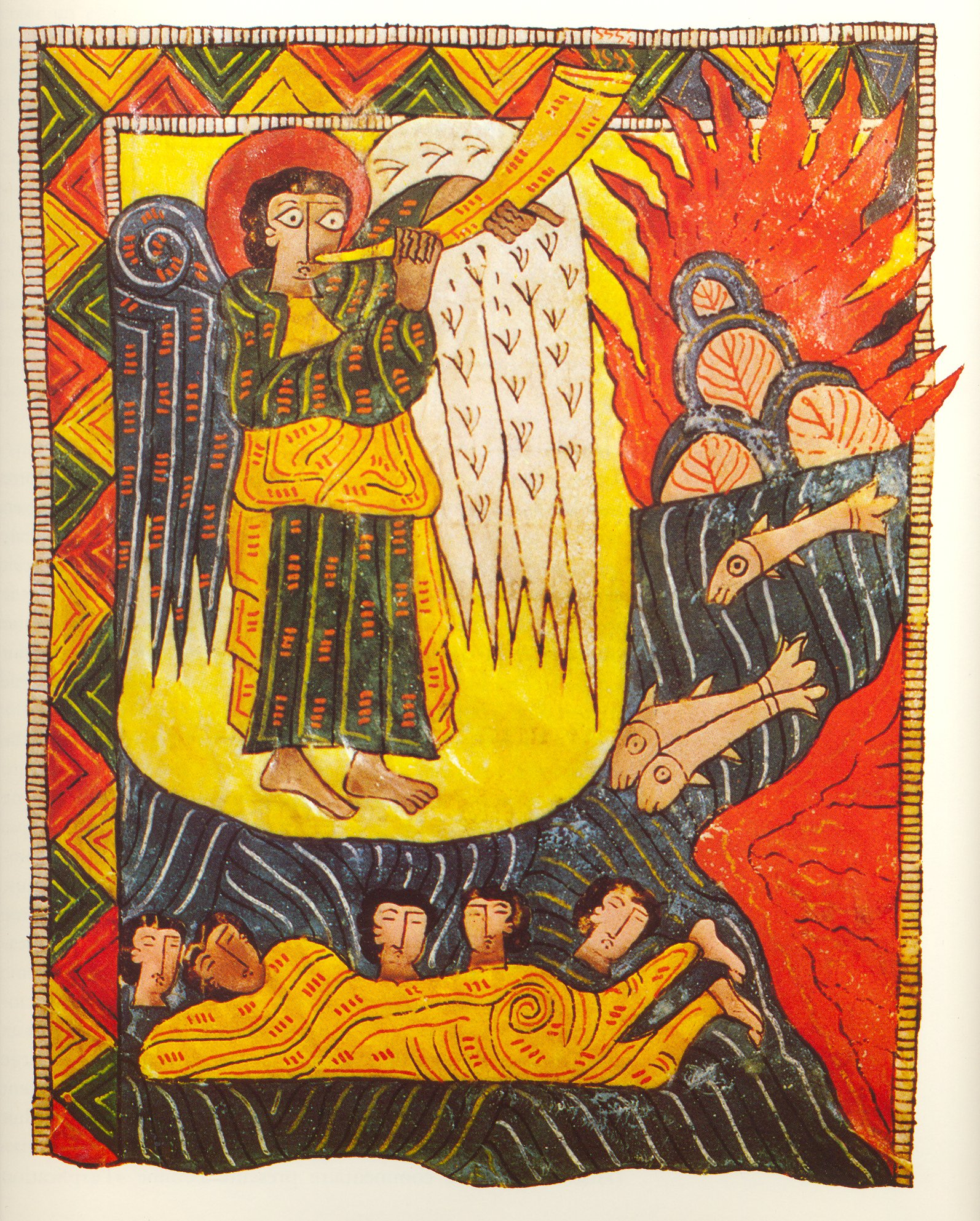
Miniatura de Beato moçárabe. Espanha, final do século X

A arte teve um grande número de funções diferentes ao longo de sua história, tornando seu propósito difícil de abstrair ou quantificar em um único conceito. Isso não significa que o propósito da arte seja "vago", mas que ela teve muitas razões únicas e diferentes para ser criada. Algumas dessas funções da arte são fornecidas no esboço a seguir. Os diferentes propósitos da arte podem ser agrupados de acordo com aqueles que não são motivados e aqueles que são motivados (Lévi-Strauss).

### Funções não motivadas
Os propósitos não motivados da arte são aqueles que são essenciais ao ser humano, transcendem o indivíduo ou não cumprem um propósito externo específico. Neste sentido, a arte, como criatividade, é algo que o ser humano deve fazer pela sua própria natureza (ou seja, nenhuma outra espécie cria arte) e, portanto, está além da utilidade.
1. Instinto humano básico para harmonia, equilíbrio e ritmo . A arte neste nível não é uma ação ou um objeto, mas uma apreciação interna do equilíbrio e da harmonia (beleza) e, portanto, um aspecto do ser humano que vai além da utilidade. A imitação, então, é um instinto da nossa natureza. Em seguida, há o instinto de "harmonia" e ritmo, sendo os metros manifestamente seções do ritmo. As pessoas, portanto, começando com esse dom natural, desenvolveram gradualmente suas aptidões especiais, até que suas improvisações rudes deram origem à poesia. – Aristóteles[78]
2. Experiência do misterioso. A arte oferece uma maneira de vivenciar a si mesmo em relação ao universo. Essa experiência pode muitas vezes ocorrer sem motivação, quando se aprecia arte, música ou poesia. A coisa mais linda que podemos vivenciar é o misterioso. É a fonte de toda a verdadeira arte e ciência. – Albert Einstein[79]
3. Expressão da imaginação. A arte fornece um meio de expressar a imaginação de maneiras não gramaticais que não estão vinculadas à formalidade da linguagem falada ou escrita. Ao contrário das palavras, que vêm em sequências e cada uma delas tem um significado definido, a arte fornece uma gama de formas, símbolos e ideias com significados maleáveis. A águia de Júpiter [como exemplo de arte] não é, como os atributos lógicos (estéticos) de um objeto, o conceito de sublimidade e majestade da criação, mas sim algo mais — algo que dá à imaginação um incentivo para espalhar seu voo sobre toda uma série de representações semelhantes que provocam mais pensamento do que admite expressão em um conceito determinado por palavras. Eles fornecem uma ideia estética, que serve à ideia racional acima como um substituto para a apresentação lógica, mas com a função adequada, no entanto, de animar a mente, abrindo-lhe uma perspectiva para um campo de representações semelhantes que se estendem além de seu alcance. – Immanuel Kant[80]
4. Funções ritualísticas e simbólicas. Em muitas culturas, a arte é usada em rituais, apresentações e danças como decoração ou símbolo. Embora muitas vezes não tenham um propósito utilitário (motivado) específico, os antropólogos sabem que muitas vezes servem a um propósito no nível de significado dentro de uma cultura específica. Esse significado não é fornecido por nenhum indivíduo, mas geralmente é o resultado de muitas gerações de mudanças e de uma relação cosmológica dentro da cultura. A maioria dos estudiosos que lidam com pinturas rupestres ou objetos recuperados de contextos pré-históricos que não podem ser explicados em termos utilitários e, portanto, são categorizados como decorativos, rituais ou simbólicos, estão cientes da armadilha representada pelo termo "arte". – Silva Tomaskova[81]

### Funções motivadas
Os propósitos motivadores da arte referem-se a ações intencionais e conscientes por parte dos artistas ou criadores. Podem ser para provocar mudanças políticas, para comentar um aspecto da sociedade, para transmitir uma emoção ou estado de espírito específico, para abordar a psicologia pessoal, para ilustrar outra disciplina, para (com artes comerciais) vender um produto, ou usados como uma forma de comunicação.
1. Comunicação. Arte, em sua forma mais simples, é uma forma de comunicação. Como a maioria das formas de comunicação tem uma intenção ou objetivo direcionado a outro indivíduo, este é um propósito motivado. Artes ilustrativas, como ilustração científica, são uma forma de arte como comunicação. Mapas são outro exemplo. No entanto, o conteúdo não precisa ser científico. Emoções, estados de ânimo e sentimentos também são comunicados por meio da arte.[Arte é um conjunto de] artefatos ou imagens com significados simbólicos como meio de comunicação. – Steve Mithen
2. Arte como entretenimento. A arte pode buscar trazer uma emoção ou humor particular, com o propósito de relaxar ou entreter o espectador. Essa é frequentemente a função das indústrias de arte de filmes e videogames.[83]
3. Vanguarda. Arte para mudança política. Uma das funções definidoras da arte do início do século XX foi usar imagens visuais para promover mudanças políticas. Os movimentos artísticos que tinham esse objetivo — dadaísmo, surrealismo, construtivismo russo e expressionismo abstrato, entre outros — são coletivamente chamados de artes de vanguarda.Em contraste, a atitude realista, inspirada pelo positivismo, de São Tomás de Aquino a Anatole France, parece-me claramente hostil a qualquer avanço intelectual ou moral. Eu a detesto, pois é feita de mediocridade, ódio e presunção maçante. É essa atitude que hoje dá origem a esses livros ridículos, essas peças insultuosas. Ela constantemente se alimenta e extrai força dos jornais e embrutece tanto a ciência quanto a arte ao bajular assiduamente os gostos mais baixos; clareza beirando a estupidez, uma vida de cachorro. – André Breton (Surrealismo)[84]
4. A arte como uma "zona livre", afastada da ação da censura social. Ao contrário dos movimentos de vanguarda, que queriam apagar as diferenças culturais para produzir novos valores universais, a arte contemporânea aumentou sua tolerância em relação às diferenças culturais, bem como suas funções críticas e libertadoras (investigação social, ativismo, subversão, desconstrução, etc.), tornando-se um lugar mais aberto para pesquisa e experimentação.
5. Arte para investigação social, subversão ou anarquia. Embora semelhante à arte para mudança política, a arte subversiva ou desconstrutivista pode buscar questionar aspectos da sociedade sem nenhum objetivo político específico. Nesse caso, a função da arte pode ser usada para criticar algum aspecto da sociedade. A arte do grafite e outros tipos de arte de rua são gráficos e imagens que são pintados com spray ou estêncil em paredes, prédios, ônibus, trens e pontes visíveis ao público, geralmente sem permissão. Certas formas de arte, como o grafite, também podem ser ilegais quando violam leis (nesse caso, vandalismo).
6. Arte para causas sociais. A arte pode ser usada para conscientizar sobre uma grande variedade de causas. Várias atividades artísticas visavam conscientizar sobre o autismo,[85][86][87] câncer,[88][89][90] tráfico de pessoas,[91][92] e uma variedade de outros tópicos, como a conservação dos oceanos,[93] direitos humanos em Darfur,[94] mulheres aborígenes assassinadas e desaparecidas,[95] abuso de idosos[96] e poluição.[97]
7. Arte para propósitos psicológicos e de cura. A arte também é usada por arteterapeutas, psicoterapeutas e psicólogos clínicos como arteterapia. O produto final não é o objetivo principal neste caso, mas sim um processo de cura, por meio de atos criativos, que é buscado. A obra de arte resultante também pode oferecer entendimentos sobre os problemas vivenciados pelo sujeito e pode sugerir abordagens adequadas para serem usadas em formas mais convencionais de terapia psiquiátrica.[98]
8. Arte para propaganda ou comercialismo. A arte é frequentemente usada como uma forma de propaganda e, portanto, pode ser usada para influenciar sutilmente concepções populares ou humor. De forma semelhante, a arte que tenta vender um produto também influencia o humor e a emoção. Em ambos os casos, o propósito da arte aqui é manipular sutilmente o espectador para uma resposta emocional ou psicológica específica em relação a uma ideia ou objeto específico.
9. Arte como um indicador de aptidão. Tem sido argumentado que a capacidade do cérebro humano excede em muito o que era necessário para a sobrevivência no ambiente ancestral. Uma explicação da psicologia evolucionista para isso é que o cérebro humano e os traços associados (como capacidade artística e criatividade) são o equivalente humano da cauda do pavão. O propósito da cauda extravagante do pavão macho tem sido argumentado como sendo atrair fêmeas (veja também modelo da seleção sexual de Fisher e princípio da desvantagem). De acordo com essa teoria, a execução superior da arte era evolutivamente importante porque atraía parceiras.

As funções da arte descritas acima não são mutuamente exclusivas, pois muitas delas podem se sobrepor. Por exemplo, a arte com o propósito de entretenimento também pode buscar vender um produto, ou seja, um filme ou um videogame.

## Etapas
A arte pode ser dividida em qualquer número de etapas que se possa argumentar. Esta seção divide o processo criativo em três grandes etapas, mas não há consenso sobre um número exato.

### Preparação

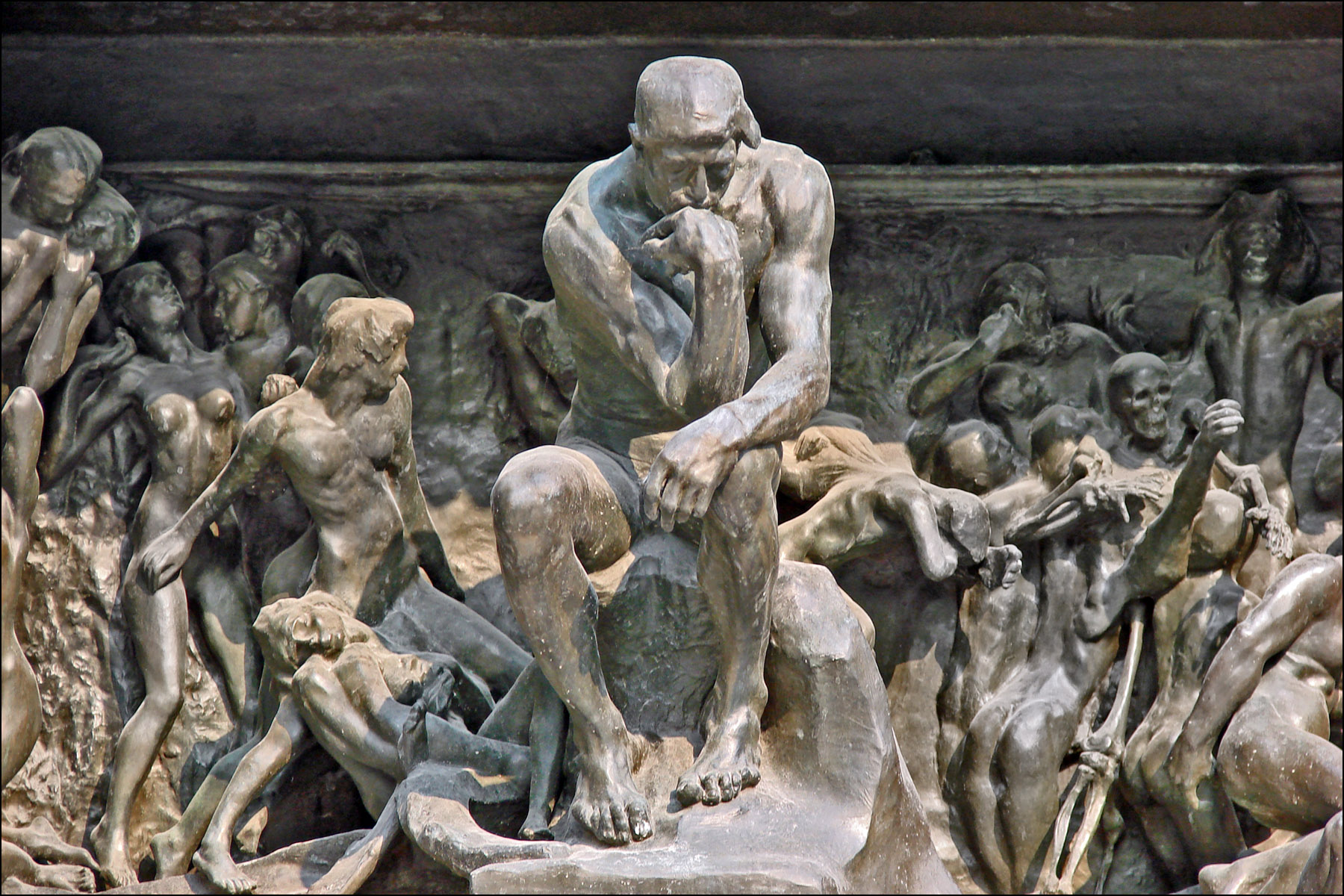
O Pensador em As Portas do Inferno no Musée Rodin

No primeiro passo, o artista visualiza a arte em sua mente. Ao imaginar como seria sua arte, o artista inicia o processo de dar existência à arte. A preparação pode envolver a abordagem e a pesquisa do tema. A inspiração artística é um dos principais motores da arte e pode ser considerada como proveniente do instinto, das impressões e dos sentimentos.

### Criação

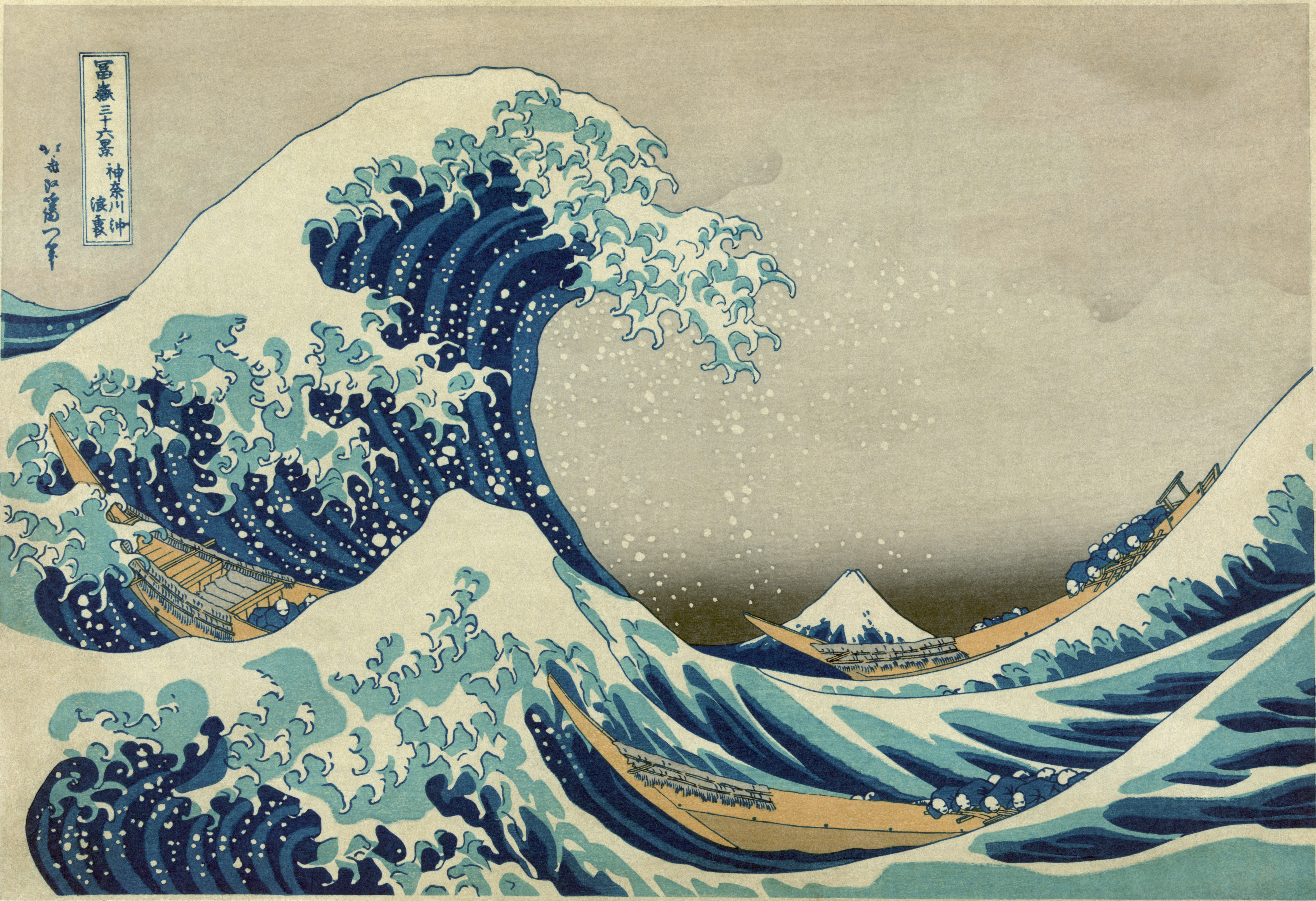
A Grande Onda de Kanagawa, a primeira da série Trinta e seis Vistas do Monte Fuji de Hokusai

Na segunda etapa, o artista executa a criação de sua obra. A criação de uma peça pode ser afetada por fatores como o ambiente, o humor e o estado mental do artista. Por exemplo, As Pinturas Negras de Francisco de Goya, criadas nos últimos anos de sua vida, são consideradas tão sombrias porque ele estava isolado e por causa de sua experiência com a guerra. Ele os pintou diretamente nas paredes de seu apartamento na Espanha e provavelmente nunca as discutiu com ninguém. Os Beatles afirmaram que drogas como LSD e maconha influenciaram alguns de seus maiores sucessos, como Revolver. O método de tentativa e erro é considerado parte integrante do processo de criação.

### Apreciação
O último passo é a apreciação da arte, que tem como subtópico a crítica. Num estudo, mais de metade dos estudantes de artes visuais concordaram que a reflexão é um passo essencial do processo artístico. Segundo revistas de educação, a reflexão sobre a arte é considerada parte essencial da experiência. No entanto, um aspecto importante da arte é que outros também podem vê-la e apreciá-la. Enquanto muitos se concentram na aprovação do público, a arte tem um valor profundo além do seu sucesso comercial como fornecedora de informação e saúde na sociedade. O prazer pela arte pode provocar um amplo espectro de emoções devido à beleza. Algumas artes pretendem ser práticas, com sua análise estudiosa, destinadas a estimular o discurso.

## Acesso público

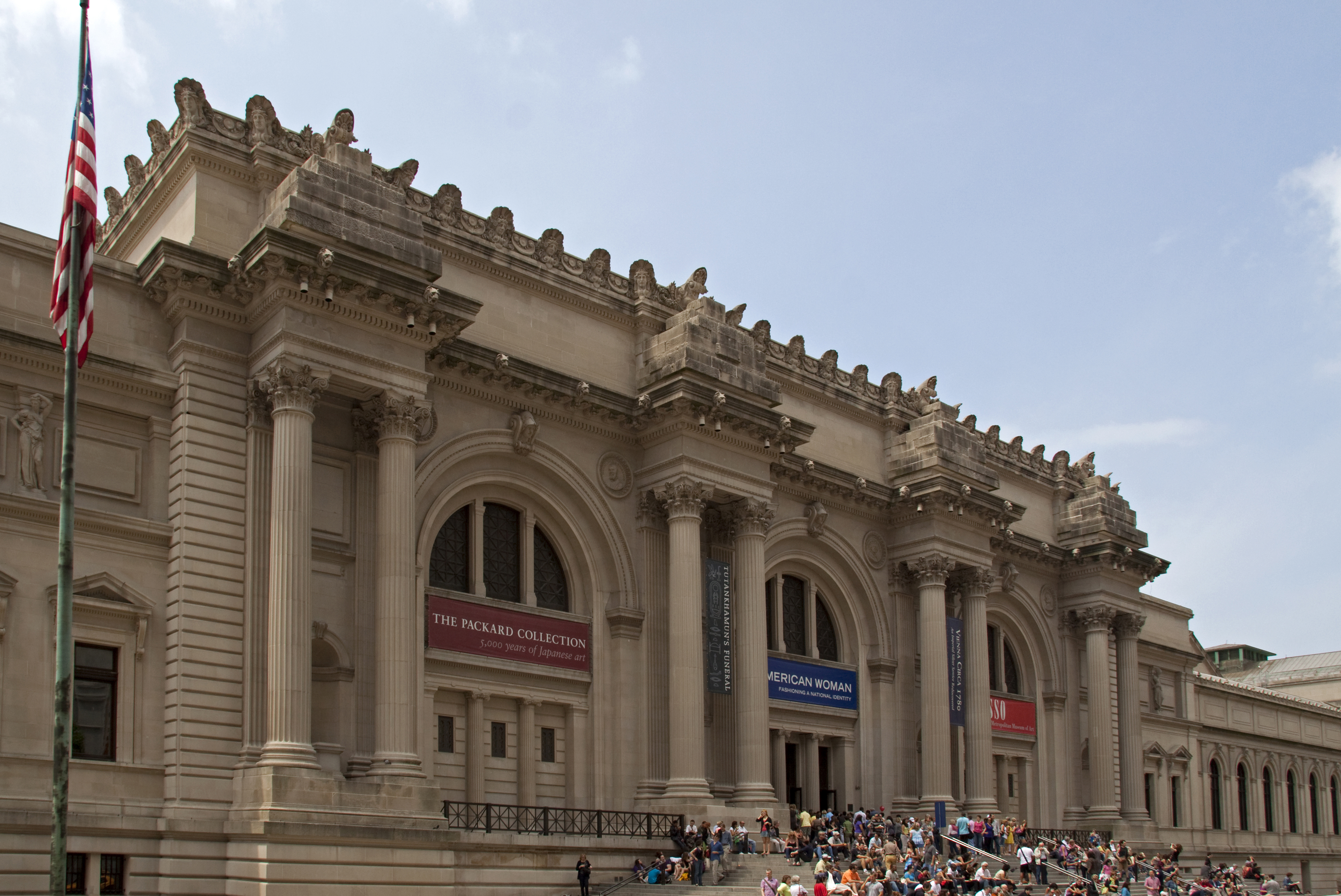
O Museu Metropolitano de Arte em Manhattan. Os museus são fóruns importantes para a exibição de artes visuais.

Desde os tempos antigos, grande parte da arte mais refinada representa uma exibição deliberada de riqueza ou poder, muitas vezes obtida por meio de grandes obras de arte e materiais caros. Muitas obras de arte foram encomendadas por governantes políticos ou instituições religiosas, com versões mais modestas disponíveis apenas para os mais ricos da sociedade.
No entanto, houve muitos períodos em que arte de altíssima qualidade estava disponível, em termos de propriedade, em grandes setores da sociedade, sobretudo em meios baratos, como a cerâmica, que persiste no solo, e em meios perecíveis, como tecidos e madeira. Em muitas culturas diferentes, as cerâmicas dos povos indígenas das Américas são encontradas em uma variedade tão grande de sepulturas que claramente não eram restritas a uma elite social, embora outras formas de arte possam ter sido. Métodos de reprodução, como moldes, facilitaram a produção em massa e foram usados para levar cerâmica romana antiga de alta qualidade e estatuetas gregas de Tanagra a um mercado muito amplo. Os selos cilíndricos eram artísticos e práticos, e muito utilizados pelo que pode ser vagamente chamado de classe média no Antigo Oriente Próximo. Uma vez que as moedas passaram a ser amplamente utilizadas, estas também se tornaram uma forma de arte que atingiu a mais ampla gama da sociedade.
Outra inovação importante surgiu na Europa no século XV, quando a gravura começou com pequenas xilogravuras, principalmente religiosas, que geralmente eram muito pequenas e coloridas à mão, e acessíveis até mesmo aos camponeses que as colavam nas paredes de suas casas. Os livros impressos eram inicialmente muito caros, mas o seu preço caiu gradualmente até que, no século XIX, até os mais pobres podiam comprar alguns com ilustrações impressas. Graburas populares de muitos tipos diferentes decoram casas e outros lugares há séculos.

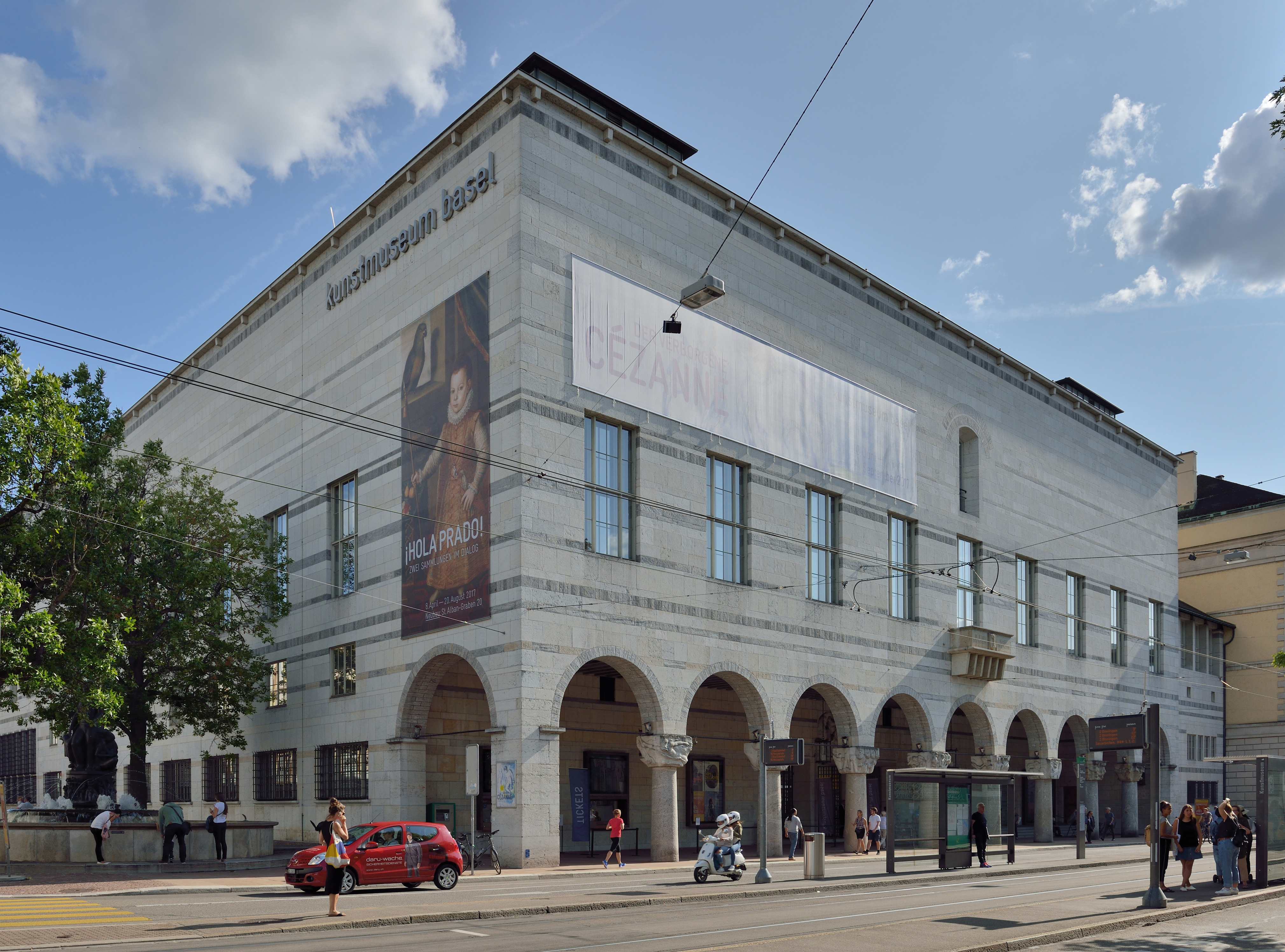
O Kunstmuseum Basel, o Museu de Arte de Basileia, Suíça, é o museu público de arte mais antigo do mundo.

Em 1661, a cidade de Basileia, na Suíça, inaugurou o primeiro museu público de arte do mundo, o Kunstmuseum Basel. Atualmente, o seu acervo se distingue por um período histórico impressionantemente amplo, desde o início do século XV até o presente. Suas diversas áreas de ênfase lhe conferem posição internacional como um dos museus mais importantes do gênero. Estas abrangem: pinturas e desenhos de artistas activos na região do Alto Reno entre 1400 e 1600, e sobre a arte dos séculos XIX a XXI.
Edifícios e monumentos públicos, seculares e religiosos, por sua natureza, normalmente se dirigem a toda a sociedade e aos visitantes como espectadores, sendo a exibição ao público em geral um fator importante em seu design há séculos. Os templos egípcios são típicos porque a decoração maior e mais suntuosa era colocada nas partes que podiam ser vistas pelo público em geral, em vez das áreas vistas apenas pelos sacerdotes. Muitas áreas dos palácios reais, castelos e casas da elite social eram geralmente acessíveis, sendo que grandes partes das coleções de arte dessas pessoas podiam ser vistas, seja por qualquer pessoa, seja por aqueles que podiam pagar um pequeno preço, ou por aqueles que vestiam as roupas corretas, independentemente de quem fossem, como no Palácio de Versalhes, onde os acessórios extras apropriados (fivelas de sapato de prata e uma espada) podiam ser alugados em lojas do lado de fora.
Foram feitos arranjos especiais para permitir que o público visse muitas coleções reais ou privadas colocadas em galerias, como a Coleção Orleans, alojada principalmente em uma ala do Palais Royal em Paris, que podia ser visitada durante a maior parte do século XVIII. Na Itália, o turismo de arte do Grand Tour se tornou uma grande indústria a partir do Renascimento e governos e cidades se esforçaram para tornar suas principais obras acessíveis. A Coleção Real da Inglaterra continua distinta, mas grandes doações, como a Antiga Biblioteca Real, foram feitas dela ao Museu Britânico, estabelecido em 1753. Os Uffizi em Florença foram inaugurados inteiramente como uma galeria em 1765, embora esta função já tivesse vindo gradualmente a substituir os escritórios originais dos funcionários públicos durante muito tempo. O edifício hoje ocupado pelo Prado em Madrid foi construído antes da Revolução Francesa para a exibição pública de partes da coleção de arte real e galerias reais semelhantes abertas ao público existiam em Viena, Munique e outras capitais. A abertura do Museu do Louvre durante a Revolução Francesa (em 1793) como um museu público para grande parte da antiga coleção real francesa certamente marcou uma etapa importante no desenvolvimento do acesso público à arte, transferindo a propriedade para um Estado republicano, mas foi uma continuação de tendências já bem estabelecidas.
A maioria dos museus públicos modernos e programas de educação artística para crianças em escolas podem ser rastreados até esse impulso de ter arte disponível para todos. No entanto, os museus não só disponibilizam a arte, como também influenciam a forma como a arte é percebida pelo público, como os estudos revelaram.Assim, o museu em si não é apenas um palco para a apresentação da arte, mas desempenha um papel ativo e vital na percepção geral da arte na sociedade moderna.
Os museus nos Estados Unidos tendem a ser presentes dos muito ricos para as massas. (o Museu Metropolitano de Arte, na cidade de Nova Iorque, por exemplo, foi criado por John Taylor Johnston, um executivo ferroviário cuja coleção de arte pessoal deu origem ao museu.) Mas, apesar de tudo isto, pelo menos uma das funções importantes da arte no século XXI continua a ser a de um marcador de riqueza e de estatuto social.
Houve tentativas de artistas de criar arte que não pudesse ser comprada pelos ricos como um objeto de status social. Um dos principais motivadores originais de grande parte da arte do final dos anos 1960 e 1970 era criar arte que não pudesse ser comprada e vendida. É “necessário apresentar algo mais do que meros objetos” disse o importante artista alemão do pós-guerra Joseph Beuys. Este período viu o surgimento de coisas como arte performática, videoarte e arte conceitual. A ideia era que se a obra de arte fosse uma performance que não deixaria nada para trás, ou fosse uma ideia, ela não poderia ser comprada e vendida. "Preceitos democráticos que giram em torno da ideia de que uma obra de arte é uma mercadoria impulsionaram a inovação estética que germinou em meados da década de 1960 e foi colhida ao longo da década de 1970. Artistas amplamente identificados sob o título de arte conceitual... substituindo atividades de performance e publicação por engajamento com as preocupações materiais e materialistas da forma pintada ou escultural... têm se esforçado para minar o objeto de arte enquanto objeto."

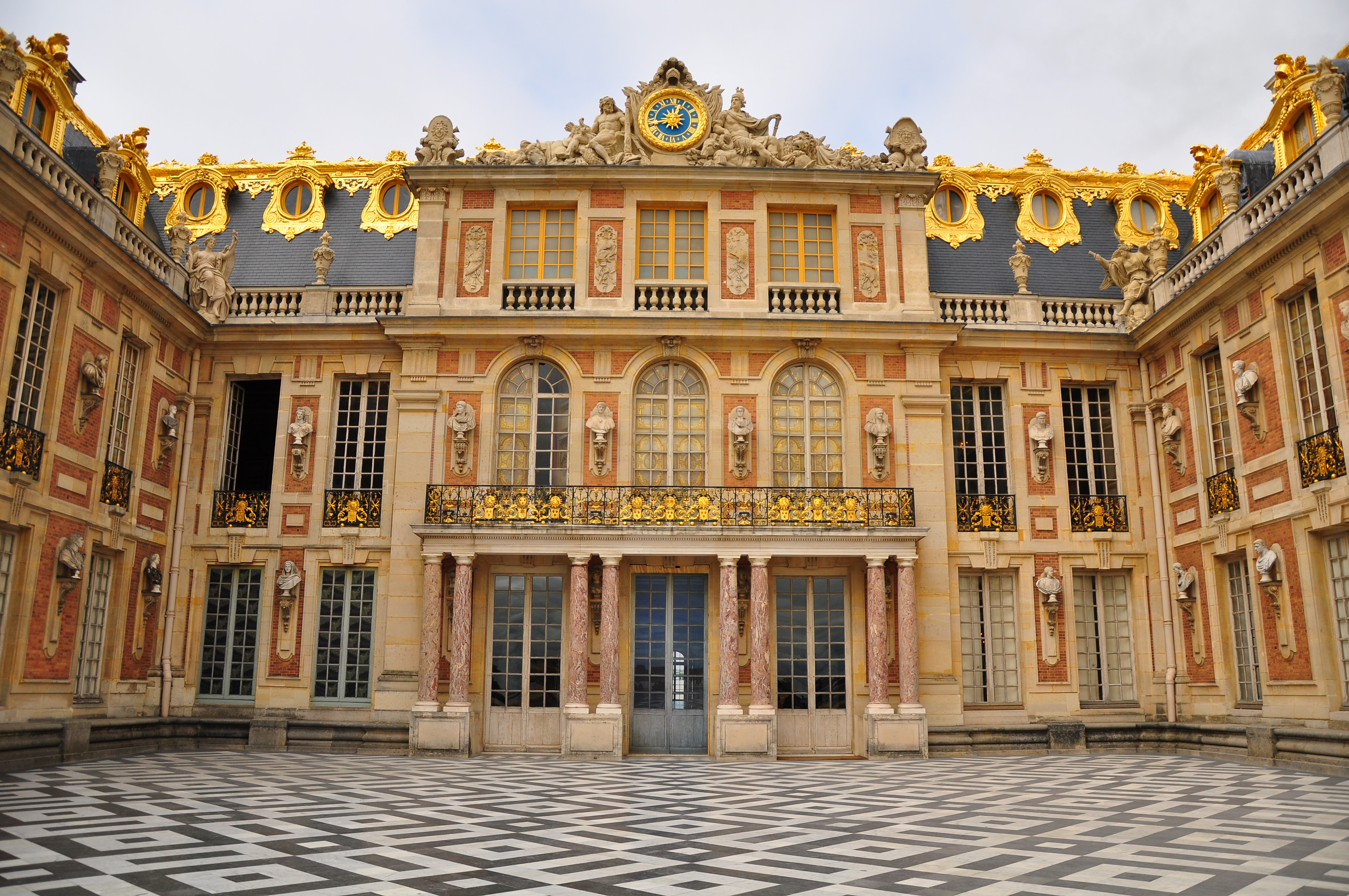
Versalhes: Louis Le Vau abriu o pátio interno para criar a ampla entrada cour d'honneur, mais tarde copiada por toda a Europa.

Nas décadas seguintes, estas ideias perderam-se um pouco, à medida que o mercado da arte aprendeu a vender DVDs de edição limitada de obras em vídeo, convites para peças de performance artística exclusivas e objetos que sobraram de peças conceituais. Muitas dessas performances criam obras que são compreendidas apenas pela elite que foi educada sobre o porquê de uma ideia, vídeo ou pedaço de lixo aparente poder ser considerado arte. O marcador de status se torna a compreensão da obra em vez de necessariamente possuí-la, sendo que a obra de arte continua sendo uma atividade de classe alta. "Com o uso generalizado da tecnologia de gravação de DVD no início dos anos 2000, os artistas e o sistema de galerias que obtém os seus lucros com a venda de obras de arte ganharam um meio importante de controlar a venda de obras de arte em vídeo e computador em edições limitadas para colecionadores."

## Controvérsias

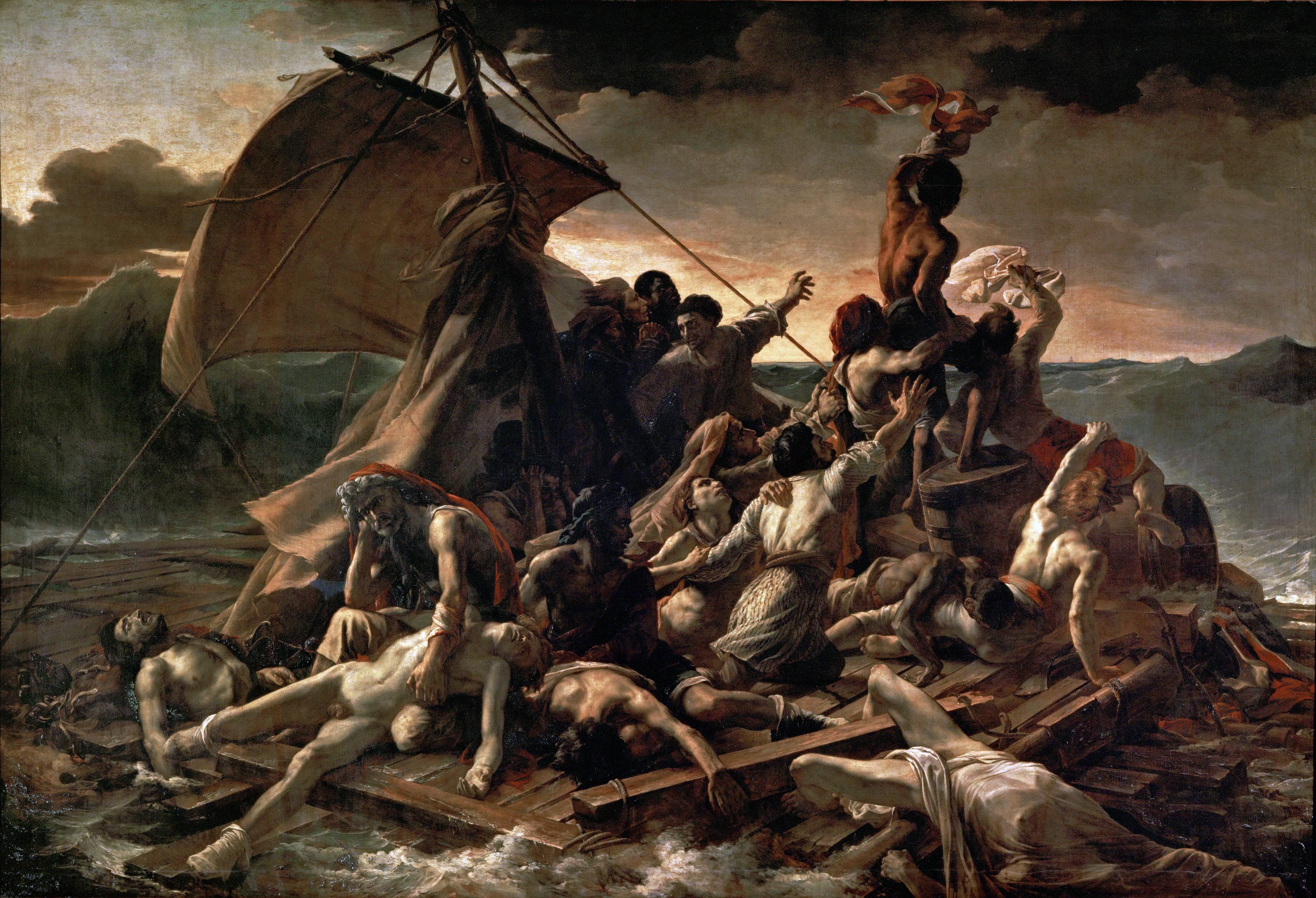
A Jangada da Medusa de Théodore Géricault, c. 1820

A arte sempre foi controversa, ou seja, rejeitada por alguns espectadores, por uma grande variedade de razões, embora a maioria das controvérsias pré-modernas sejam vagamente registradas ou completamente perdidas. Iconoclastia é a destruição de arte que é detestada por vários motivos, incluindo religiosos. Aniconismo é uma aversão geral a todas as imagens figurativas, ou muitas vezes apenas às religiosas, e tem sido uma corrente presente em muitas religiões importantes. Foi um fator crucial na história da arte islâmica, onde representações de Maomé permanecem especialmente controversas. Muitas obras de arte foram rejeitadas simplesmente porque retratavam ou defendiam governantes, partidos ou outros grupos impopulares. As convenções artísticas costumam ser conservadoras e levadas muito a sério pelos críticos de arte, embora muitas vezes muito menos pelo público em geral. O conteúdo iconográfico da arte pode causar controvérsia, como nas representações medievais tardias do novo motivo do Desmaio da Virgem em cenas da Crucificação de Jesus. O Juízo Final de Michelangelo foi controverso por várias razões, incluindo violações do decoro através da nudez e da pose de Cristo semelhante à de Apolo.
O conteúdo de grande parte da arte formal ao longo da história foi ditado pelo patrono, e não apenas pelo artista. No entanto, com o advento do romantismo e as mudanças econômicas na produção de arte, a visão do artista se tornou o determinante usual do conteúdo de sua arte, aumentando a incidência de controvérsias, embora muitas vezes reduzindo sua importância. Fortes incentivos à percepção de originalidade e publicidade também encorajaram os artistas a cortejar a controvérsia. A Balsa da Medusa de Théodore Géricault ( c. 1820 ), foi em parte um comentário político sobre um evento recente. Le Déjeuner sur l'Herbe (1863), de Édouard Manet, foi considerado escandaloso não por causa da mulher nua, mas porque ela está sentada ao lado de homens completamente vestidos com roupas da época, em vez de trajes do mundo antigo. Madame X (1884), de John Singer Sargent, causou polêmica pelo rosa avermelhado usado para colorir o lóbulo da orelha da mulher, considerado muito sugestivo e supostamente arruinando a reputação da modelo da alta sociedade.

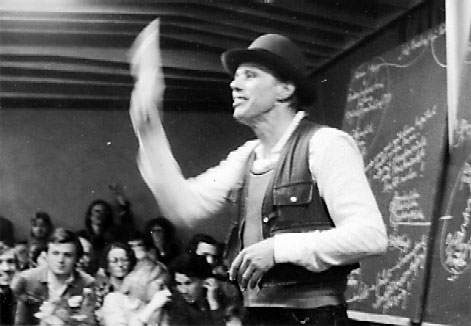
Performance de Joseph Beuys, 1978: Todos artistas – A caminho da forma libertária do organismo social

O abandono gradual do naturalismo e da representação realista da aparência visual dos objetos nos séculos XIX e XX levou a uma controvérsia que durou mais de um século. No século XX, Guernica (1937), de Pablo Picasso, usou técnicas cubistas marcantes e óleos monocromáticos para retratar as consequências terríveis de um bombardeio contemporâneo a uma pequena e antiga cidade basca. Interrogatório III (1981), de Leon Golub, retrata uma detenta nua, encapuzada, amarrada a uma cadeira, com as pernas abertas revelando seus órgãos sexuais, cercada por dois algozes vestidos com roupas cotidianas. Piss Christ (1989), de Andrés Serrano, é uma fotografia de um crucifixo, sagrado para a religião cristã e que representa o sacrifício e o sofrimento final de Cristo, submerso em um copo com a própria urina do artista. A comoção resultante levou a comentários no Senado dos Estados Unidos sobre o financiamento público das artes.

## Teoria
Antes do modernismo, a estética na arte ocidental estava muito preocupada em alcançar o equilíbrio apropriado entre diferentes aspectos do realismo ou da verdade da natureza e do ideal; ideias sobre qual seria o equilíbrio apropriado mudaram ao longo dos séculos. Essa preocupação está amplamente ausente em outras tradições de arte. O teórico estético John Ruskin, que defendeu o que ele via como o naturalismo de William Turner viu o papel da arte como a comunicação por artifício de uma verdade essencial que só poderia ser encontrada na natureza.
A definição e avaliação da arte tornaram-se especialmente problemáticas desde o século XX. Richard Wollheim distingue três abordagens para avaliar o valor estético da arte: a realista, segundo a qual a qualidade estética é um valor absoluto independente de qualquer visão humana; a objetivista, segundo a qual ela também é um valor absoluto, mas depende da experiência humana geral; e a posição relativista, segundo a qual a estética não é um valor absoluto, mas sim depende e varia com a experiência de diferentes humanos.

### Chegada do modernismo

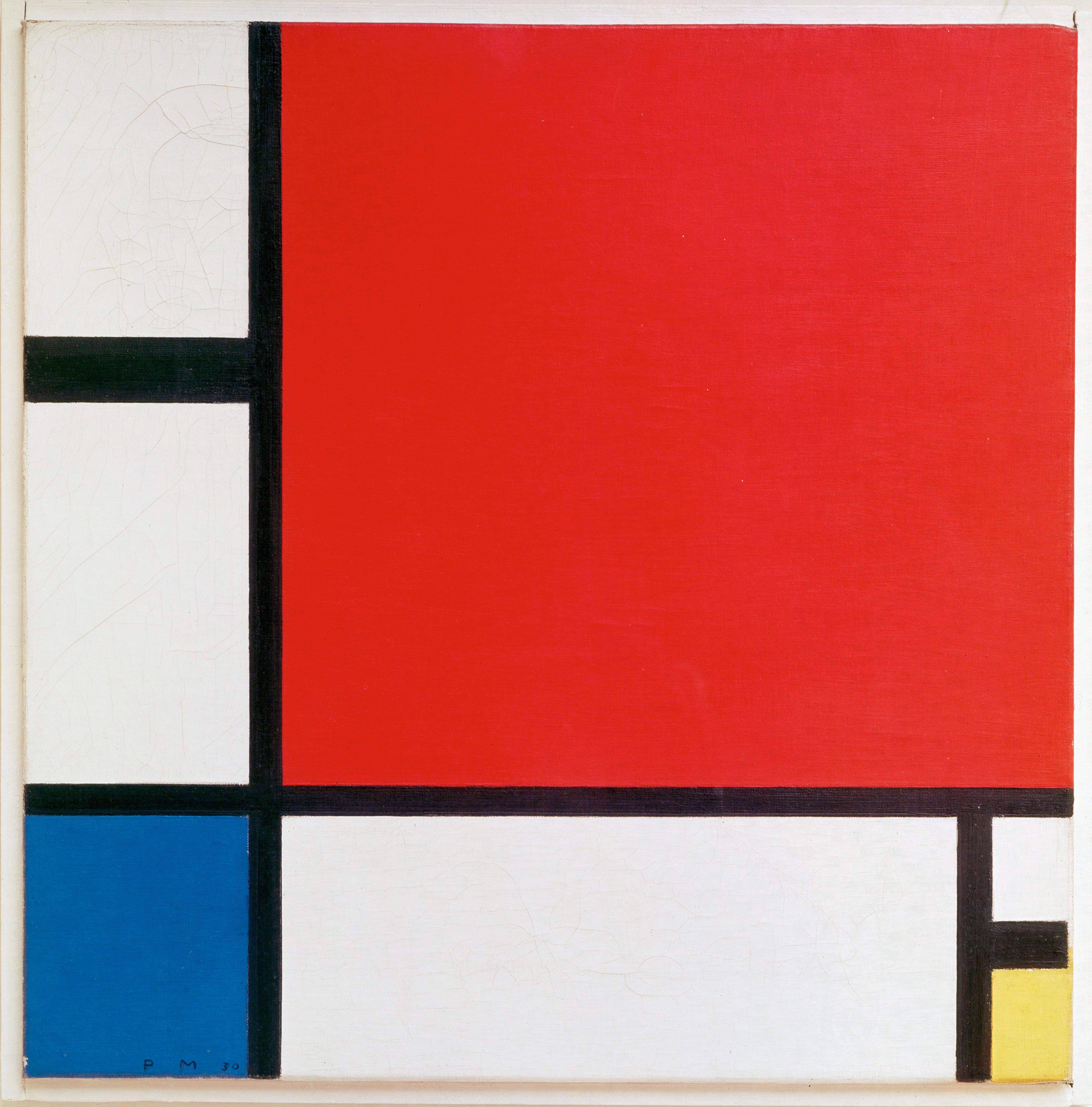
Composição com vermelho, azul e amarelo (1930) de Piet Mondrian (holandês, 1872–1944)

A chegada do modernismo no final do século XIX levou a uma ruptura radical na concepção da função da arte, o que ocorreu novamente no final do século XX com o advento do pós-modernismo. O artigo de Clement Greenberg de 1960 "Pintura Modernista" define a arte moderna como "o uso de métodos característicos de uma disciplina para criticar a própria disciplina". Greenberg aplicou originalmente essa ideia ao movimento expressionista abstrato e a usou como uma forma de entender e justificar a pintura abstrata plana (não ilusionista):
A arte realista e naturalista dissimulou o meio, usando a arte para esconder a arte; o modernismo usou a arte para chamar a atenção para a arte. As limitações que constituem o meio da pintura — a superfície plana, o formato do suporte, as propriedades do pigmento — foram tratadas pelos Velhos Mestres como fatores negativos que só poderiam ser reconhecidos implícita ou indiretamente. No modernismo, estas mesmas limitações passaram a ser consideradas fatores positivos e foram reconhecidas abertamente.
Depois de Greenberg, surgiram vários teóricos importantes da arte, como Michael Fried, T. E. Clark, Rosalind Krauss, Linda Nochlin e Griselda Pollock, entre outros. Embora originalmente concebida apenas como uma forma de compreender um conjunto específico de artistas, a definição de arte moderna de Greenberg é importante para muitas das ideias de arte dentro dos vários movimentos artísticos dos séculos XX e XXI.
Artistas pop como Andy Warhol se tornaram notáveis e influentes por meio de trabalhos que incluíam e possivelmente criticavam a cultura popular, bem como o mundo da arte. Os artistas das décadas de 1980, 1990 e 2000 expandiram esta técnica de autocrítica para além da arte erudita, para toda a criação de imagens culturais, incluindo imagens de moda, quadrinhos, outdoors e pornografia.
Duchamp certa vez propôs que arte é qualquer atividade de qualquer tipo — tudo. No entanto, a forma como apenas certas atividades são classificadas hoje como arte é uma construção social. Há evidências de que pode haver um elemento de verdade nisso. Em The Invention of Art: A Cultural History, Larry Shiner examina a construção do sistema moderno das artes, ou seja, belas artes. Ele encontra evidências de que o sistema mais antigo das artes antes do nosso sistema moderno considerava arte qualquer atividade humana qualificada; por exemplo, a sociedade grega antiga não possuía o termo arte, mas techne, que não pode ser entendida nem como arte nem como artesanato, pois as distinções entre esses conceitos são produtos históricos que surgiram mais tarde na história humana. A techne incluía pintura, escultura e música, mas também culinária, medicina, equitação, geometria, carpintaria, profecia e agricultura, etc.

### Neocrítica e a “falácia intencional”
Após Duchamp, durante a primeira metade do século XX, ocorreu uma mudança significativa na teoria estética geral, que tentou aplicar a teoria estética entre várias formas de arte, incluindo as artes literárias e as artes visuais, umas às outras. Isso resultou no surgimento da escola neocrítica e no debate sobre a falácia intencional. Em causa estava a questão de saber se as intenções estéticas do artista ao criar a obra de arte, qualquer que fosse a sua forma específica, deveriam ser associadas à crítica e à avaliação do produto final da obra, ou se a obra deveria ser avaliada pelos seus próprios méritos, independentemente das intenções do artista.
Em 1946, William K. Wimsatt e Monroe Beardsley publicaram um clássico e controverso ensaio da neocrítica intitulado "A Falácia Intencional", no qual argumentavam fortemente contra a relevância da intenção de um autor, ou "significado pretendido" na análise de uma obra literária. Para Wimsatt e Beardsley, as palavras na página eram tudo o que importava; a importação de significados de fora do texto era considerada irrelevante e potencialmente perturbadora.
Em outro ensaio, "A Falácia Afetiva ", que serviu como uma espécie de ensaio irmão, Wimsatt e Beardsley também desconsideraram a reação pessoal/emocional do leitor a uma obra literária como um meio válido de analisar um texto. Essa falácia seria mais tarde repudiada por teóricos da escola de teoria literária baseada na resposta do leitor. Ironicamente, um dos principais teóricos desta escola, Stanley Fish, foi treinado pelos neocríticos. Fish critica Wimsatt e Beardsley em seu ensaio de 1970 "Literatura no Leitor".
Conforme resumido por Berys Gaut e Paisley Livingston em seu ensaio "A Criação da Arte": "Os teóricos e críticos estruturalistas e pós-estruturalistas foram severamente críticos de muitos aspectos da neocrítica, começando com a ênfase na apreciação estética e na chamada autonomia da arte, mas reiteraram o ataque à suposição das críticas biográficas de que as atividades e a experiência do artista eram um tópico crítico privilegiado." Esses autores afirmam que: "Os anti-intencionalistas, como os formalistas, sustentam que as intenções envolvidas na criação da arte são irrelevantes ou periféricas para a interpretação correta da arte. Portanto, os detalhes do ato de criar uma obra, embora possivelmente de interesse em si mesmos, não têm relação com a interpretação correta da obra."
Gaut e Livingston definem os intencionalistas como distintos dos formalistas, afirmando que: "Os intencionalistas, ao contrário dos formalistas, sustentam que a referência às intenções é essencial para fixar a interpretação correta das obras". Eles citam Richard Wollheim afirmando que "a tarefa da crítica é a reconstrução do processo criativo, onde o processo criativo deve, por sua vez, ser pensado como algo que não para antes, mas termina na própria obra de arte".

### “Virada linguística” e seu debate
O final do século XX fomentou um amplo debate conhecido como a controvérsia da virada linguística na filosofia da arte, que discutiu o encontro da obra de arte como sendo determinado pela extensão relativa em que o encontro conceitual com a obra domina sobre o encontro perceptivo.
Decisivos para o debate sobre a virada linguística na história da arte e nas humanidades foram os trabalhos de outra tradição, a saber, o estruturalismo de Ferdinand de Saussure e o subsequente movimento do pós-estruturalismo. Em 1981, o artista Mark Tansey criou uma obra de arte intitulada The Innocent Eye como uma crítica ao clima predominante de desacordo na filosofia da arte durante as últimas décadas do século XX. Teóricos influentes incluem Judith Butler, Luce Irigaray, Julia Kristeva, Michel Foucault e Jacques Derrida. O poder da linguagem, mais especificamente de certos tropos retóricos, na história da arte e no discurso histórico foi explorado por Hayden White. O fato de a linguagem não ser um meio transparente de pensamento foi sublinhado por uma forma muito diferente de filosofia da linguagem que teve origem nas obras de Johann Georg Hamann e Wilhelm von Humboldt. Ernst Gombrich e Nelson Goodman, no seu livro Languages of Art: An Approach to a Theory of Symbols, chegaram à conclusão de que o encontro conceitual com a obra de arte predominou exclusivamente sobre o encontro perceptivo e visual durante as décadas de 1960 e 1970. Ele foi desafiado com base na pesquisa feita pelo psicólogo ganhador do prêmio Nobel Roger Sperry, que sustentou que o encontro visual humano não se limitava a conceitos representados apenas na linguagem (a virada linguística) e que outras formas de representações psicológicas da obra de arte eram igualmente defensáveis e demonstráveis. A visão de Sperry acabou prevalecendo no final do século XX, com filósofos estéticos como Nick Zangwill defendendo fortemente um retorno ao formalismo estético moderado, entre outras alternativas.

## Disputas de classificação

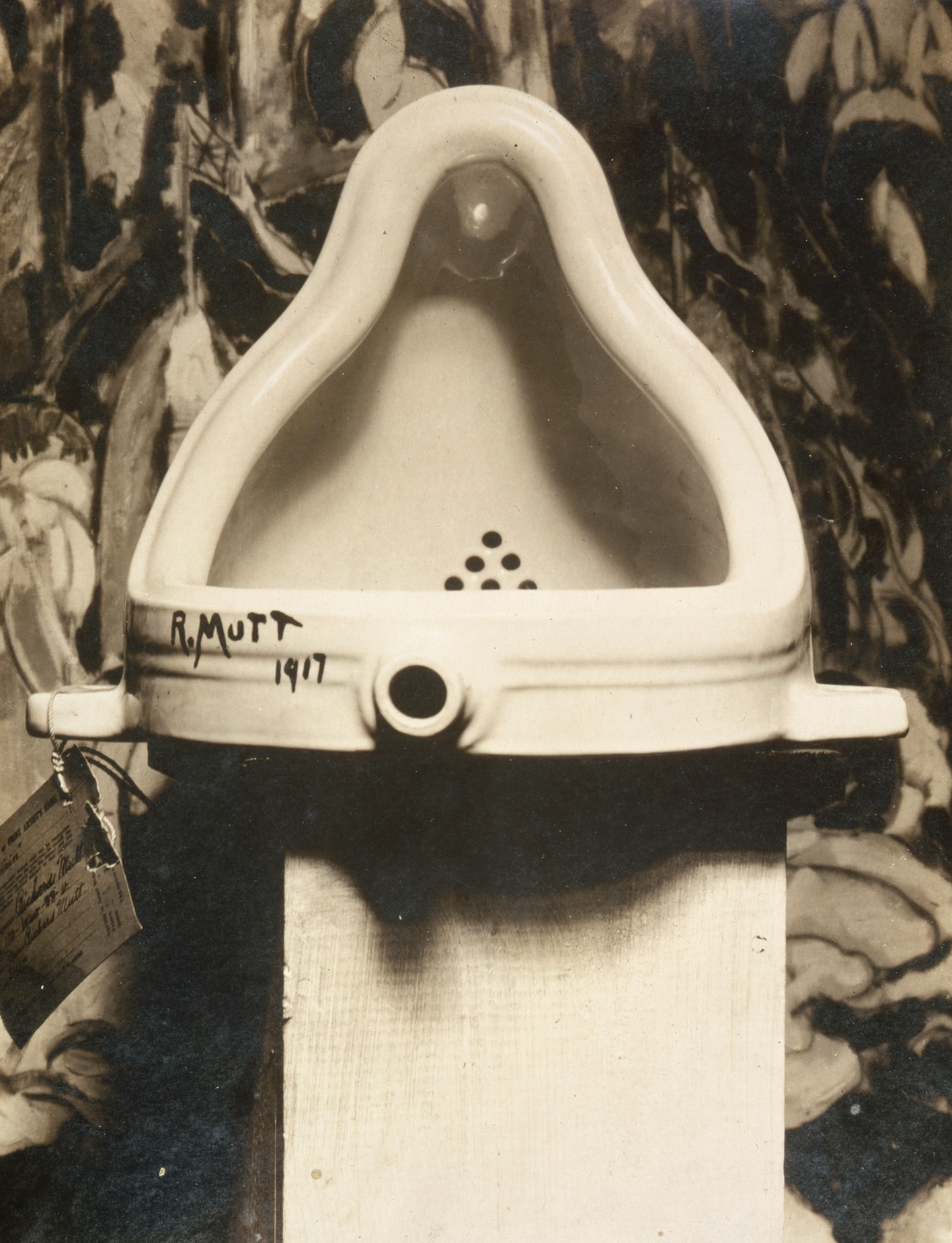
A fonte original de Marcel Duchamp, 1917, fotografada por Alfred Stieglitz no 291 após a exposição da Sociedade de Artistas Independentes de 1917. Stieglitz usou um cenário de The Warriors, de Marsden Hartley, para fotografar o mictório. A etiqueta de entrada da exposição pode ser vista claramente.

Disputas sobre se algo deve ou não ser classificado como uma obra de arte são chamadas de disputas classificatórias, que no século XX incluíram pinturas cubistas e impressionistas, a Fonte de Duchamp, os filmes, as imitações superlativas de notas de J. S. G. Boggs, a arte conceitual e os videogames. O filósofo David Novitz argumentou que o desacordo sobre a definição de arte raramente é o cerne do problema. Em vez disso, “as preocupações e os interesses apaixonados que os humanos investem na sua vida social” são “uma parte importante de todas as disputas classificatórias sobre a arte”. De acordo com Novitz, as disputas classificatórias são mais frequentemente disputas sobre valores sociais e para onde a sociedade está a tentar chegar do que sobre a teoria propriamente dita. Por exemplo, quando o Daily Mail criticou o trabalho de Hirst e Emin argumentando que "Durante 1.000 anos a arte tem sido uma das nossas grandes forças civilizadoras. Hoje, ovelhas em conserva e camas sujas ameaçam fazer de todos nós bárbaros", eles não estão a avançar uma definição ou teoria sobre a arte, mas a questionar o valor do trabalho de Hirst e Emin. Em 1998, Arthur Danto sugeriu um experimento mental mostrando que "o status de um artefato como obra de arte resulta das ideias que uma cultura aplica a ele, em vez de suas qualidades físicas ou perceptíveis inerentes. A interpretação cultural (uma teoria da arte de algum tipo) é, portanto, constitutiva da condição artística de um objeto."
Antiarte é um rótulo para a arte que desafia intencionalmente os parâmetros e valores artísticos estabelecidos; é um termo associado ao dadaísmo e atribuído a Marcel Duchamp pouco antes da Primeira Guerra Mundial, quando ele fazia arte a partir de objetos encontrados. Um deles, Fonte (1917), um mictório comum, alcançou considerável destaque e influência na arte. A antiarte é uma característica do trabalho da Internacional Situacionista, da arte postal e dos Jovens Artistas Britânicos, embora seja uma forma ainda rejeitada pelos estuquistas, que se descrevem como anti-antiarte.
A arquitetura é frequentemente incluída como uma das artes visuais; no entanto, como as artes decorativas ou a publicidade, envolve a criação de objetos onde as considerações práticas de uso são essenciais de uma forma que normalmente não são em uma pintura, por exemplo.

### Julgamento de valor

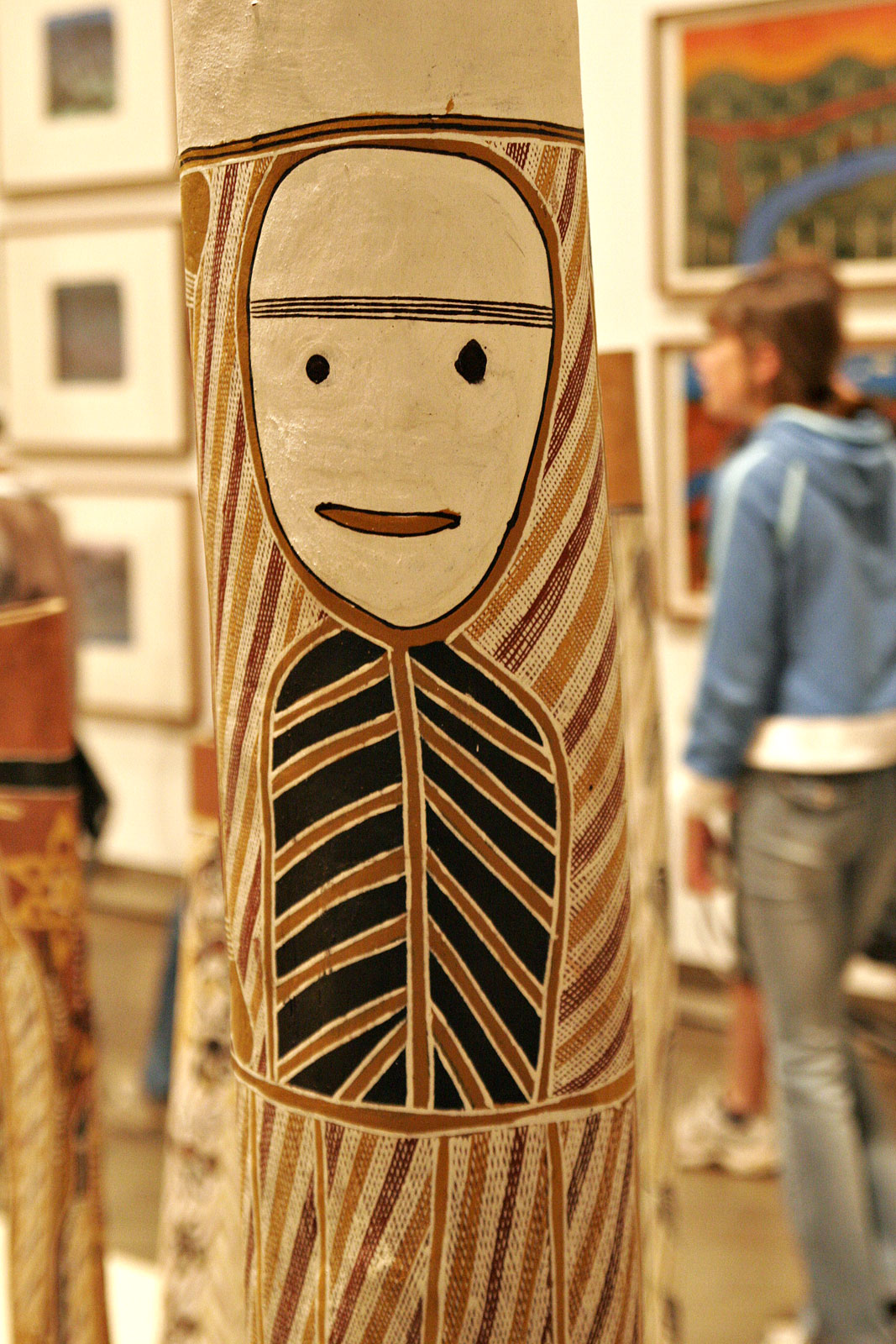
Túmulos de troncos ocos aborígenes. Galeria Nacional, Camberra, Austrália.

A palavra arte também é usada para aplicar julgamentos de valor, como em expressões como "aquela refeição foi uma obra de arte" (o cozinheiro é um artista) ou "a arte do engano" (o alto nível de habilidade do enganador é elogiado). É esse uso da palavra como uma medida de alta qualidade e alto valor que dá ao termo seu sabor de subjetividade. Fazer julgamentos de valor requer uma base para crítica. No nível mais simples, uma maneira de determinar se o impacto do objeto nos sentidos atende aos critérios para ser considerado arte é se ele é percebido como atraente ou repulsivo. Embora a percepção seja sempre colorida pela experiência, e seja necessariamente subjetiva, é comumente entendido que o que não é esteticamente satisfatório de alguma forma não pode ser arte. No entanto, a "boa" arte não é sempre ou mesmo regularmente esteticamente atraente para a maioria dos espectadores. Em outras palavras, a principal motivação de um artista não precisa ser a busca pela estética. Além disso, a arte frequentemente retrata imagens terríveis feitas por razões sociais, morais ou instigantes. Por exemplo, a pintura de Francisco Goya retratando os fuzilamentos espanhóis de 3 de maio de 1808 é uma representação gráfica de um pelotão de fuzilamento executando vários civis implorantes. Mas, ao mesmo tempo, as imagens horríveis demonstram a grande habilidade artística de Goya em composição e execução e produzem indignação social e política adequada. Assim, o debate continua sobre qual modo de satisfação estética, se houver, é necessário para definir a "arte".
A assunção de novos valores ou a rebelião contra noções aceitas do que é esteticamente superior não precisa ocorrer simultaneamente com um abandono completo da busca pelo que é esteticamente atraente. De fato, o inverso geralmente é verdadeiro: a revisão do que é popularmente concebido como esteticamente atraente permite uma revigoração da sensibilidade estética e uma nova apreciação dos padrões da arte em si. Inúmeras escolas propuseram suas próprias maneiras de definir qualidade, mas todas parecem concordar em pelo menos um ponto: uma vez que suas escolhas estéticas são aceitas, o valor da obra de arte é determinado por sua capacidade de transcender os limites do meio escolhido para atingir algum acorde universal pela raridade da habilidade do artista ou em seu reflexo preciso no que é denominado zeitgeist. A arte muitas vezes tem como objetivo apelar e conectar-se com as emoções humanas. Pode despertar sentimentos estéticos ou morais e pode ser entendido como uma forma de comunicar esses sentimentos. Os artistas expressam algo para que seu público fique excitado até certo ponto, mas não precisam fazer isso conscientemente. A arte pode ser considerada uma exploração da condição humana; isto é, o que é ser humano. Por extensão, Emily L. Spratt argumentou que o desenvolvimento da inteligência artificial, especialmente no que diz respeito aos seus usos com imagens, necessita de uma reavaliação da teoria estética na história da arte hoje e uma reconsideração dos limites da criatividade humana.

## Arte e direito
Uma questão jurídica essencial são as falsificações, o plágio, as réplicas e as obras fortemente baseadas em outras obras de arte. A lei de propriedade intelectual desempenha um papel significativo no mundo da arte. A proteção de direitos autorais é concedida aos artistas por suas obras originais, fornecendo-lhes direitos exclusivos para reproduzir, distribuir e exibir suas criações. Esta salvaguarda permite aos artistas regular a utilização do seu trabalho e protegê-los contra cópias não autorizadas ou violações.
O comércio de obras de arte ou a exportação de um país podem estar sujeitos a regulamentações legais. Internacionalmente também há grandes esforços para proteger as obras de arte criadas. A ONU, a UNESCO e a Blue Shield International tentam garantir proteção eficaz em nível nacional e intervir diretamente em caso de conflitos armados ou desastres. Isso pode afetar particularmente museus, arquivos, coleções de arte e locais de escavação. Isso também deve garantir a base econômica de um país, especialmente porque obras de arte geralmente são de importância turística. O presidente fundador da Blue Shield International, Karl von Habsburg, explicou uma conexão adicional entre a destruição de bens culturais e a causa da fuga durante uma missão no Líbano em abril de 2019: "Os bens culturais fazem parte da identidade das pessoas que vivem em um determinado lugar. Se você destrói sua cultura, você também destrói sua identidade. Muitas pessoas são desenraizadas, muitas vezes não têm mais nenhuma perspectiva e, como resultado, fogem de sua terra natal."